# K (アニメ)
『K』（ケイ）は、GoHands制作による日本のオリジナルアニメ作品。2012年10月から12月まで第1期がMBSほかにて放送された。2014年7月12日に映画『劇場版 K MISSING KINGS』が公開された。2015年10月より12月まで第2期『K RETURN OF KINGS』（ケイ リターン オブ キングス）がMBSほかにて放送された。さらに2018年7月7日より劇場版『K SEVEN STORIES』と題し、同時上映作品を含めて計7作の映画が順次公開された。

## 概要
7人組の覆面作家集団「GoRA」原作によるオリジナルアニメーション企画。キャッチコピーは「キズナ」。
異能の力を持つ者が人類の歴史を裏から支えてきたパラレルワールドの現代日本を舞台に、7人の「王」の下へ集った者たち同士の交流や戦いを描く、群像劇である。アニメーション制作はテレビアニメ版『プリンセスラバー!』・『生徒会役員共』やアニメ映画版『マルドゥック・スクランブル』などで知られるGoHandsが担当している。

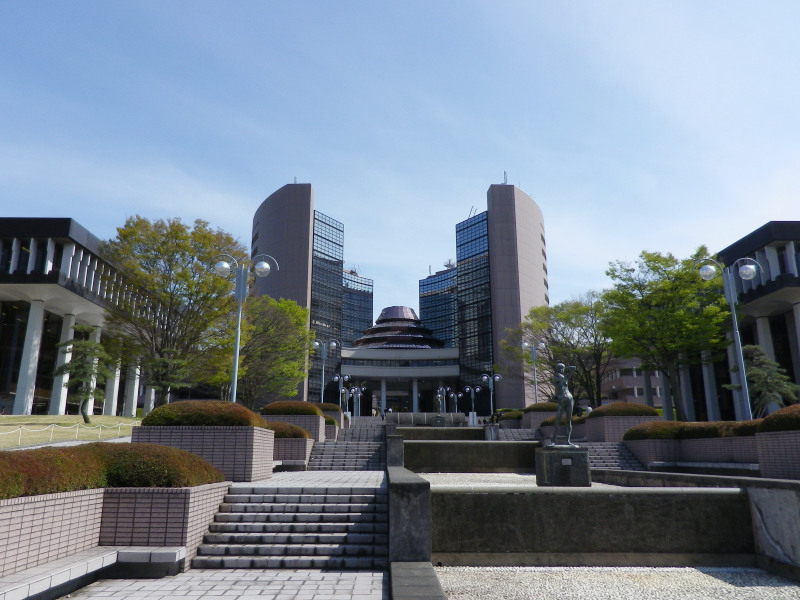
モデルとなった日本工学院八王子専門学校

作中に登場する葦中学園高等学校の校舎群は、学校法人片柳学園の八王子キャンパスをモデルとしている。
放送直前特別番組『「K」製作発表会WHITE & BLACK』（ケイ せいさくはっぴょうかいホワイト アンド ブラック）が2012年10月2日火曜23時 - 23時30分にAT-Xにて放送された。2012年8月に行われた、本作の製作発表会の模様が公開されている。
第13話（最終回）にて続編の製作が発表され、2013年5月26日に劇場版アニメ『K　MISSING KINGS』として制作・公開されることが発表され、翌2014年に公開された。その後、同年10月に更なる続編の製作が発表され、2015年2月11日に同年10月よりテレビアニメ第2期『K RETURN OF KINGS』が放送されることが発表された。
第2期放送終了後の2016年4月30日に、新作アニメーション『K SEVEN STORIES』の製作と、公式ファンクラブ『K Official Supporters Clan』の発足決定が発表された。
2018年7月から12月の各月において、劇場版『K SEVEN STORIES』が順次公開された。

## ストーリー
第1期
現実とは微妙に異なった歴史を歩んだ現代日本。強力な異能を持つ7人の王権者が存在していた。第三王権者・赤の王周防尊が率いるチーム吠舞羅と、第四王権者・青の王宗像礼司が率いるセプター4はある事件を巡って衝突する。
高校生の 伊佐那社（シロ）は 葦中学園高校で平和な学生生活を送っていた。だが学園祭の準備のため、街に買い出しに出ると、突然吠舞羅の少年たちに襲撃され、夜刀神狗朗（クロ）に救出される。クロは、先の第七王権者『無色の王』の遺命のもと「『悪しき王』を討つ」とシロに刃を突きつける。街では、シロが吠舞羅のメンバー・十束多々良を殺害し、無色の王と名乗る動画が拡散されていた。クロは逃げたシロを追って学園島に乗り込むがそこへ謎の少女ネコがあらわれる。シロは身の潔白を証明しようとするが、過去の記憶も名前も全てネコが作り出したものだった。さらにセプター4もシロたちを捕縛しようとする。逃げだしたシロは飛行船の男のことを思い出し、宗像に連絡。セプター4は第一王権者・白銀の王アドルフ・K・ヴァイスマンの拘束に動くが、ヴァイスマンは飛行船ごと自爆し捜査は行き詰まる。
セプター4に投降し、拘束されていた周防は事件の真相に気付き脱獄。吠舞羅で学園島を占拠し、犯人探しをはじめる。雪が降る中、周防は駆け付けたセプター4の宗像と対峙。学園では吠舞羅とセプター4の全面衝突がはじまる。全ての王の力を手に入れようとするキツネ煙が、学園に戻ったシロを襲うが、シロは自分の魂がヴァイスマンだったことを思い出す。悪しき王・キツネ煙の野望阻止のため、シロは生徒たちを避難させ、キツネ煙を自分の体に閉じ込める。周防はシロの体ごとキツネ煙を殺害。周防のダモクレスの剣が落ちる寸前、宗像が周防を斬る。
周防の死と共に吠舞羅のメンバーの体から赤の徴が飛び立つ。シロは消息不明となった。
劇場版
第1期から約10ヶ月後。王を失った吠舞羅は解散状態で、草薙も行方知れず。社の行方を探す狗朗とネコは、手がかりを得られずにいた。そんな中、御柱タワーが緑のクランズマンに襲撃されアンナがさらわれる。狗朗、ネコ、美咲はアンナの救出に向かい御芍神 紫と対峙。そこへドイツから帰国した草薙が現れる。草薙に促され、アンナは赤の王として覚醒。緑の王比水 流の攻撃を宗像が防ぐ。ドレスデン石盤は青の王の管理下におかれることになった。
黄金の王國常路大覚は、飛行船の中でヴァイスマン（シロ）に看取られ息を引き取る。
第2期
劇場版から2ヶ月後。アンナを王として復活した吠舞羅。セプター4の宗像はなぜかドレスデン石盤に足しげく通うようになっていた。街では緑のクランが、アプリ「jungle」を用いてたびたび騒動を起こし赤青のクランを翻弄する。クロとネコは学園島でシロを待ち続けていた。御芍神紫に襲撃された二人の前についに白銀の王シロが降り立つ。緑のクラン対策のため、シロは学園寮にアンナと宗像を呼び出し「ちゃぶ台会議」で同盟を結ぶ。
クリスマスイブに御柱タワーが緑のクランズマンたちに襲撃される。シロたちは善戦するが、灰色の王磐舟天鶏によって石盤が持ち去られてしまう。伏見はセプター4を飛び出し、jungleに加入。宗像はセプター4室長を解任される。シロは草薙がドイツから持ち帰った資料で石盤を破壊する研究を完成させる。伏見はjungle最高のjランカーになり、比水たちに接触する。
比水と磐舟は石盤の力を解放し、街では異能者の続出で混乱が起きる。宗像は善条剛毅を伴いjungleの拠点に近づき、磐舟と戦う。苦戦する宗像にセプター4隊員が駆け付け、磐舟を倒す。伏見の協力で、吠舞羅は石盤のある取水施設跡に乗り込み、石盤の上の天井を爆破して穴を開ける。シロは白銀のダモクレスの剣を落とし石盤を破壊。王の力は失われ、比水は死去。磐舟も比水と共に崩れる地下に消える。シロの魂は乗り移っていた少年の体から離れる。
葦中学園高校にネコが生徒として転入する。シロはヴァイスマンの体に戻り、教師として赴任。寮の部屋でクロ、シロ、ネコは食卓を囲み、新しい日常をはじめる。

## 登場人物

### 主要人物
伊佐那 社（いさな やしろ）
声 - 浪川大輔
本作の主人公。お調子者の白髪の少年。愛称は「シロ」。唐傘をよく持ち歩いている。葦中学園高校の生徒。17歳（第1期開始時）。6月1日生まれ、双子座のB型。身長169cm。
昼休みに学校中を回って弁当を分けてもらうなど交友関係が広いが、特定の友人とつるむことはない。
刀を向けられても口先と小道具だけで危機を乗り切るなど、肝が据わっており知恵が回る。そのために狗朗からは「いつもへらへら笑っている上に、口を開けばホラばかり吹く」と評されている。
ある日、吠舞羅のメンバー・十束多々良を殺害した疑いをかけられたことで、様々な勢力から追われる身となる。本人には身に覚えがなく、アリバイもあったために一応の潔白を証明した。しかし部屋から返り血の付いたワイシャツが見つかり、犯人が口ずさんでいた歌を自分も口にする等、真相は不明のままとなっていた。
その後学園を離れ買い出しに出た際、ふとしたことから自身の存在の不確かさ、実家や家族の記憶ですら偽りの物だったことを知る。そのことから自己不信に陥り、狗朗に斬られる覚悟を決めるが、彼が社の「見極め」をあきらめないことを選択したため、自分の本当の日々を始めるために真実を探すことを決意した。その際、自分を導いてくれた狗朗には少なからず感謝の念を抱いており、狗朗が危機に陥った際助けに戻るなど友好関係が徐々に生まれていった。
社の存在の不確かさの原因は、社本人や彼を取り巻く人々の記憶をネコが作りかえていたことである。ネコの能力により自分をごく普通の高校生と認識して暮らしており、学園での記憶や周囲との関係は全てネコによって作られたものであった。
本来の社の正体は、第一王権者「白銀の王」アドルフ・K・ヴァイスマンその人。下界から逃げるようにヒンメルライヒ号で周遊していた所を「無色の王」キツネ煙に襲撃され、身体を乗っ取られてしまう。しかし、「白銀の王」の能力は「不変」、すなわち不老不死であり、何者にも干渉されることがないため完全な乗っ取りは果たされず、行き場を失った力と魂はキツネ煙が使用していた少年の体に入ってしまい「伊佐那 社」となった。その後葦中学園に落とされ、入れ替わりのショックで記憶を失っていた。この体の少年が元はどこの誰だったのかについては、番外編的な小説（2期最終巻に付属の小冊子）で描かれている。覚醒後は白銀の王としての絶対不可侵の力により淡島の剣を受け止めたり、シルバリーサンクトゥムの重力遮蔽効果で浮遊・移動するなどの力を見せた。
物語終盤にて、自身の記憶と名前を思い出し、白銀の王としてネコを初めてのクランズマン、クロを第二のクランズマンとする。その後、事態の決着を図り、周防の手刀に貫かれて生死不明となった。なお、記憶を取り戻した後も伊佐那社の名も使っており、今まで自分が出会ってきた学園の人間を「大切な友達」と称するなど、下界に対し再び関わる姿勢を見せている。
劇場版では、第1期最終話にて身体は一度消失したようで、再構成後に第二王権者「黄金の王」に保護され、飛行船に乗っている姿が描かれている。
第2期では再び地上に降り立ち、赤のクランと青のクランと連携し、ドレスデン石盤を奪おうとする緑のクランに対抗するが、力及ばずに奪われてしまう。一度は作戦の失敗に消沈するものの、今度は緑のクランから石盤を奪い返すことを決意。緑の基地内に侵入、狗朗やネコの力を借り緑の王・比水流と対決。自身のダモクレスの剣をダモクレスダウンさせることで石盤を破壊、比水に勝利する。石盤の影響がなくなった関係で不変の力を失い、借り物である体から追い出され、意識を失う。その後、元のヴァイスマンの肉体で目覚めた。最終話終盤にてドイツ語の教師として葦中学園高校に赴任していたことが判明。最後には狗朗、ネコと共に以前の部屋に住んでいることがうかがえる。
夜刀神 狗朗（やとがみ くろう）
声 - 小野大輔
赤のクランズマンに襲撃された社の前に突如として現れた少年。先代の第七王権者「無色の王」三輪一言のクランズマン。学ラン風の黒いロングコートを着用し、長い黒髪を後ろで一つに束ねている。18歳（第1期開始時）。1月5日生まれ、山羊座のA型。身長178cm。
「黒狗（くろいぬ）」の名で知られ、多くの組織から警戒されている。社や菊理からは「クロ」、「クロ君」と呼ばれ、ネコからは「クロスケ」と呼ばれている。 悪しき王と思われる社を追っていたが、一言に「新しい無色の王を見極めろ」との遺命を受けていたため、その疑いが晴れるまでは社と一緒に行動することになる。
剣術、体術、家事が得意で、特に料理はバッグに専用の調理器具を持ち歩くほど。堅物な性格で一見クールだが、一言のことになると頬を染めて彼の魅力を熱弁するなど、社が引いてしまうほどの盲信ぶりを見せる。道に迷った時は三輪一言の格言が録音されているボイスレコーダーを再生する。融通が利かず、シロに容易に騙されたり、ネコにしてやられるなど罠や策略には弱い。
戦闘時は主に体術と、無色の王のクランズマンとしての能力である“繋げる力”を腕のような形の念動力のように使用する。繋げる力は空間を伸縮させ反動を利用し逃走するなど応用が利く。セプター4のNO.2淡島と互角に戦えるほど戦闘力は高い。一言の愛刀「理（ことわり）」を常に帯刀しているが、基本的に戦闘には用いず、実力の遠く及ばない宗像との戦闘時にも鞘から抜かなかった。
菊理の助力もあり社の潔白は一度証明された後、ふとしたことから再び彼が殺人犯であるという可能性に直面する。しかし、社を斬ろうとはせず、一言の言葉に従い社を「見極める」と宣言、絶望していた彼を立ち直らせた。その後、逃亡中の場面をえがいたノベライズ版では「できれば斬りたくはない」と、社に対する情を見せている。
終盤、最後の決戦に赴く社に跪き、白銀の王のクランズマンとなった。その後は行方不明になったシロを探している。
劇場版から第2期にかけて、兄弟子で現在は緑のクランズマンである御芍神紫と対決する。
ネコ
声 - 小松未可子
いつも社と一緒にいる白い子猫。15歳（第1期開始時）。2月22日（猫の日）生まれ、魚座のB型。身長155cm。生来の特殊能力を持つ者=ストレインである。
薄桃色の長髪の美少女の姿と猫の姿を持つ。アニメ本編中では、どちらが本当の姿なのか曖昧な部分があったが、ノベライズ版にて、人間の姿が本当の姿であることが判明した。普段は認識操作能力で身を隠している。社と狗朗には「ネコ」と呼ばれている。一人称が「吾輩」であることから、菊理からは「ワガハイちゃん」と呼ばれる（一人称の由来は彼女が幼いころに目にした小説『吾輩は猫である』から）。
あまり物事を深く考えておらず、自分の気持ちに正直。好きなものには全力で愛情表現をし、嫌いなものからは素直に逃げる。頭はあまり良くない。人間時も猫のようなしぐさを多々見せる。辛い物が好きで、ネギ、生姜等は嫌い。服を着るのも嫌い。作中初めて人間の姿で社と会った時も何も着用しようとせず、社を困らせた。 暇なことも嫌いなようで、ヘリで狗朗、社とともに飛行していた際、装置を勝手にいじるなどして遊び、2人を困らせた。
自らを中心とした特定範囲の人間の知覚・認識に一度に干渉できる認識操作の異能を持つ。その能力を用いて社の周囲の人間や彼自身の記憶を操作し、社を学校生活に溶け込ませていた。能力はロボットの視界などの機械類には及ばず、距離が離れれば知覚操作も解除されてしまう。
出会ってからずっと社のそばにおり、彼のことをとても大切に思っている。彼女の行動原理は基本的に社が中心である。性質が正反対の狗朗とはそりが合わないようで、しばしば対立する。
アニメ第1期終盤、白銀の王として覚醒した社より「初めてのクランズマンになってくれ」と請われ、彼のクランズマンとして強化された異能を振るい学園島の生徒たちを避難させた。その後は行方不明になったシロを探している。
劇場版では、第1期に引き続きシロを探している。御柱タワー事件では、アンナが第三王権者「赤の王」に覚醒する瞬間に立ち会う。
第2期では緑の王に「雨乃雅日（あめの みやび）」と本名を呼ばれ、最終話では迦具土事件の生き残りであったことが明かされた。

### 異能者

#### 赤のクラン・吠舞羅（ホムラ）
周防 尊（すおう みこと）
声 - 津田健次郎
第三王権者「赤の王」。吠舞羅のキング。赤い短髪の男。24歳。8月13日生まれ、獅子座のB型。身長185cm。
仲間たちからは大きな信頼と畏敬の念を抱かれている。
寡黙で一見無気力だが気性は荒く、胸の内には激しい情動を抱えている。草薙曰く「努力や制御を嫌う性格」。
赤の王の力として強力な炎の力と身体能力を有している。彼と同じく赤のクランズマンは炎に由来した能力を扱う。
右腕である草薙とは最も古い付き合いで気心が知れており、殺気を感じて寝ぼけてバーの2階の部屋を燃やした後は素直に謝罪していた。
学生時代から自分を「キング」と慕っていた十束の「王はこういうものである」という言を聞き入れているものの、己の本質との間に軋轢が生まれ、鬱屈とした様子を見せることも多かった。
制御困難な巨大な力で大切なものを失うことを恐れる一方、己の中にある破壊衝動への誘惑も自覚している。
自身のダモクレスの剣の状態を理解していてもなお、自らの手で十束を殺害した犯人を屠ることを望んだ。耳にはその十束の血が入ったピアスをつけている。
第四王権者「青の王」である宗像とは対立しているものの力は認めており、十束の事件後は「ゆっくり休むため」にセプター4に拘束されていた。また、宗像との最後の戦いでは、楽しそうな様子で力の限り戦っていた。
十束多々良殺害事件の犯人を殺害後、ヴァイスマン偏差が限界を超え、ダモクレスダウンが起きる寸前の状態になる。
ダモクレスダウンに自分のクランズマンや町を巻き込まないように、宗像に自分を殺すよう頼み、宗像の刀に貫かれて死亡した。享年24歳。
櫛名 アンナ（くしな アンナ）
声 - 堀江由衣
赤のクランズマン→「赤の王」。無口で人形のような少女。11歳（第1期開始時）。12月8日生まれ、射手座のO型。身長140cm。
仲間からはアンナと呼ばれている。我慢強く、健気な性格。
ストレインであり、強い感応能力を持つ。赤いビー玉を用いることで、任意の対象を遠距離から探知したり他人の心や未来を見透かすことが出来る。
普段は赤いロリータ風のドレスのような服を着用している。
両親を事故で亡くし、彼女の叔母の縁で、叔母が教師の時に生徒だった周防と知り合った。赤色しか認識できない色覚異常がある。
吠舞羅のマスコット的な存在で、尊とは特に強い絆で結ばれている。
十束の歌を気に入っており、彼からはファン1号とされていた。
劇場版では、御柱タワー事件にて新たな第三王権者「赤の王」として覚醒した。
草薙 出雲（くさなぎ いずも）
声 - 櫻井孝宏
赤のクランズマン。吠舞羅のNo.2。「BAR HOMRA」のマスター。金髪で紫がかったサングラスをかけている。26歳（第1期開始時）。4月10日生まれ、牡羊座のO型。身長188cm。
十束と共に吠舞羅の最古参で、頭脳担当。
英語も堪能。普段は物柔らかな京都弁で話している。
尊とは学生時代からの古い付き合いであり、彼にとって「右腕」であり「兄」の様であり「友人」である（GoRAのTwitterより）。
情報通で、アンナの能力と合わせて十束多々良を殺害した犯人を追跡する。
ライターや煙草の火を火球にして飛ばしたり、炎の鞭として操る能力を持つ。
淡島世理とは王の右腕どうし気心の知れた仲であり、悪食である淡島用の酒の割り方を不本意ながらも熟知している。
また、客ではないにも関わらずバーに入り浸るクランズマンに苦言を呈しているが、吠舞羅のメンバーを常に気にかけている。
十束曰く「人が良い」性格で、アンナの食を気にして色々作る等、面倒見が良い様子も描かれている。
バーは元々草薙の叔父の持ちものであり、自身が継いだ際に調度品等を入れ替えた。バー自体にこだわりを持っており、イギリスから取り寄せた高価なバーカウンターを傷付けた八田と鎌本は、揃ってカウンターへ向かって謝罪させられた。
尊のダモクレスダウンを阻止したいと願っているが、自らにその力がないことに苦悩と諦念を抱いている。
劇場版では、赤の王に選ばれたアンナのためにドイツまで石盤の情報を探しに行ったが、緑の御柱タワー襲撃事件が起こった際に調査を中断して途中帰国、最終的にアンナに王になるための決意を促した。
十束 多々良（とつか たたら）
声 - 梶裕貴
赤のクランズマン。吠舞羅のNo.3。金髪の青年。享年22歳。2月14日生まれ、水瓶座のAB型。身長172cm。
周防や草薙と並ぶ吠舞羅の初期からのメンバー。アニメ本編では1話時点で故人。
尊と草薙に出会ったのは尊が王になる前だったが、当時から尊を「キング」と呼び、「王様の家来になる」という夢をかなえるために付きまとった経歴を持つ。
誰とでも仲良くなれる性格で、吠舞羅のムードメーカーである。草薙からには猛獣使いに例えられた。
絶望的な状況でも「平気平気」「何とかなる」と笑っていられるほど、肝が太くマイペース。
非常に多趣味で、盆栽やギター、歌、スケボー、料理など様々なことに挑戦している。その中でも歌はアンナが気に入るほどの腕前。
その趣味の一つ、ビデオカメラ撮影に出掛けていた際に、社に酷似した少年によって殺害された。
赤の王のクランズマンとして彼も炎を操る能力を得ているが「最弱の幹部」と称されるほど戦闘力は低く、一般人とあまり変わらない。しかし炎のコントロールと協調性は非常に高い。時間をかければ小さな火の鳥を作って飛ばしたり、音を立てずに金属の鍵を焼ききることも可能。
王の力が暴走しがちな周防のストッパーの役割を果たしていた。
八田 美咲（やた みさき）
声 - 福山潤
赤のクランズマン。ニット帽をかぶった茶髪の少年。19歳（第1期開始時）。7月20日生まれ、蟹座のB型。身長167cm（伏見曰く、正確には166.9cm）。
上位の3人に対しては「さん」付けで呼び、下位のものからは「さん」付けで呼ばれ、下位の者へは呼び捨てにする。アンナは別格で敬意を持って呼び捨て。伏見に関しては、中学時代からの親友であり相棒であるという間柄からなのか「美咲」「猿(比古)」と下の名前で呼び合っている。
短気な吠舞羅の切り込み隊長で、能力で強化したスケボーを巧みに乗り回し金属バットで殴りこみをかける。通称・ヤタガラス。
尊を尊敬しており、チーム吠舞羅を誇りに思う気持ちが非常に強い。
考えるより先に体が動くタイプ。
セプター4のNo.3伏見猿比古とは中学時代からの同級生で、鎮目町で同居していた時期もあるなど親友関係にあった。2人でjungleを出し抜こうと画策した際に、逆にアプリのミッションに従った一般の利用者らに襲撃され、危ない状況に陥っていたところを周防と十束に助けられた。その事件を契機に、特別な力が欲しいと願った八田は伏見と共に吠舞羅に加入。加入時に受けたインスタレーションの際、相棒である伏見と全く同じ位置に吠舞羅の徴が浮かび上がった。伏見とは「吠舞羅最速にして最強の2人組」と呼ばれていた。
その後、伏見の裏切りにより決裂し、長年に渡って複雑な関係が続いていたが、周防尊の死をきっかけに少しずつ関係が変化。二期を通して和解した。現在は少しずつ新しい関係を築いており、小洒落たバーに二人で呑みに行ったりもしている。
男性に対しては基本的に恫喝と暴力で接するが、女性には耐性が無く見ただけで顔を赤らめてしまう程シャイな一面もあり、伏見にはその様子を「相変わらず童貞丸出し」と揶揄される。
牛乳が苦手。日向中学に通っていた頃は伏見に給食の牛乳を飲んで貰っていた（その代わりとして、自らは伏見の分も給食の野菜を食べていた）。また、お化けや怪談等の非科学的なことに関して少々怖がりな面がある。
母子家庭で育ったが、後に母親が再婚、8歳年下の異父弟・実（みのる）と、12歳年下の異父妹・萌（めぐみ）がいる。美咲を含め三兄弟の名前は八田の母が考えてつけたものであり、共通の想いが込められている。女性的な響きの名前に対しては不満があるものの、八田自身は何となく真意に気づいており、嬉しくも感じていた。
鎌本 力夫（かまもと りきお）
声 - 中村悠一
赤のクランズマン。20歳（第1期開始時）。5月18日生まれ、牡牛座のA型。身長185cmの巨漢。
草薙、十束に次ぐ古参メンバー。小学生時代はいじめられっ子で八田の舎弟的存在であり、吠舞羅のメンバーとしては先輩で歳も上だが再会後は「八田さん」と呼んで慕っている。
金髪でサングラス、吠舞羅のマークが描かれたパーカーを着用し、八田と行動を共にする。
一見強面だが情に厚い質であり、面倒見がよく、休みなく活動する八田のことを心配するなど優しい性格。隣人で幼なじみの歩（あゆみ）から好意を寄せられている（MOR 第9話）。
外見に違わず大食漢で、聞き込みの最中でさえ買い食いしてしまう。
冬の時期は肥満体であるが、夏は食欲が落ちるらしく、痩身の美男子になる（体重は夏季が60kg、冬季が80〜90kgほど）。
劇場版では、吠舞羅が事実上解散状態のため、食欲が落ち痩身になっていた。草薙から指示で緑のクランからアンナを守るため、一緒に逃走していた。
赤城 翔平（あかぎ しょうへい）
声 - 斎藤寛仁
年齢は20歳（第1期開始時）。4月17日生まれ、牡羊座のO型。身長175cm。
第一話で街中を歩く社を建物の中から発見した。頭文字はA。
坂東三郎太とは幼馴染であり、MOR第1話・第2話の主人公的立ち位置のキャラクター。犯罪組織「羅刹」と関わりを持ってしまった女友達を助けるために力が欲しくて吠舞羅に入った（MOR 第1-2話）。
坂東 三郎太（ばんどう さぶろうた）
声 - 柳田淳一
年齢は20歳（第1期開始時）。9月11日生まれ、乙女座のB型。身長182cm。
サングラスをかけ、パーカーのフードをかぶっているのが通常装備。頭文字はB。
細菌よりも器が小さい。通称“小さいさんちゃん”。八田によく絡まれている。
MOR第1話・第2話では、幼馴染である赤城翔平を仕方なくといった体で手助けしている。いつも人の中心にいるような明るい性格の翔平と根暗な自分を比較しては落ち込み、小さなことでねちねちと翔平を攻撃しては、周りから「器が小さい」と諌められた（MOR 第1-2話）。
千歳 洋（ちとせ よう）
声 - 清水一貴
年齢は22歳（第1期開始時）。6月14日生まれ、双子座のB型。身長175cm。
本人いわくモテる男だが、コミックの紹介欄には「女にだらしない」と書かれている。昔は一途だったが、ひどい別れ方をされて以来、1人の女と真面目に付き合うことができなくなった（MOR 第3話）。二日酔いにはトマトジュースが効くらしい。頭文字はC。
出羽将臣とは腐れ縁。
出羽 将臣（でわ まさおみ）
声 - 木村亮俊 → 浅沼晋太郎
年齢は22歳（第1期開始時）。10月22日生まれ、天秤座のA型。身長176cm。
ハットをかぶり、黒縁メガネをしている。頭文字はD。
千歳洋とは腐れ縁。
エリック・スルト
声 - 髙橋孝治
年齢は18歳（第1期開始時）。3月19日生まれ、魚座のA型。身長180cm。
金髪で、フードをかぶっている。頭文字はE。
吠舞羅に入る前は、以前吠舞羅につぶされたヤクザ「氷川組」に飼われていた。組員だった親の死後、組の犬として命じられることを何でもやってきた。雨の日に、藤島に拾われてきた。
藤島 幸助（ふじしま こうすけ）
声 - 鬼塚真吾
年齢は21歳（第1期開始時）。4月24日生まれ、牡牛座のO型。身長176cm。
犬猫をよく拾ってくる。お人好しで面倒見が良い。ゴミ捨て場でエリックを拾ってきた張本人。頭文字はF。

#### 青のクラン・セプター4
宗像 礼司（むなかた れいし）
声 - 杉田智和
第四王権者「青の王」。セプター4の室長。24歳（第1期開始時）。10月1日生まれ、天秤座のAB型RH (-)。身長185cm。
銀縁の眼鏡をかけた理知的な風貌で、物腰は穏やかだが慇懃無礼な性格をしている。趣味はジグソーパズルで、職務中にも机上に広げている。私服は和服を好むが、外出時には洋服を着る。
茶道を嗜み、セプター4の作戦遂行中にも関わらず、陣幕の中で一人野点を楽しむマイペースな面もある。また、自身の職務室内には畳敷きの一角があり、そこに設えた茶室では部下に茶を振る舞うこともある。
実家は造園業を営んでおり、父と兄は庭師。ごく普通の家庭で育った。
サーベルを用いて戦闘し、青い結晶状の力を防御や移動に使用する。また、剣を抜かないまま狗朗を軽くあしらえるほど体術にも長ける。
アニメ第1期では、同じ王であり友人でもある第三王権者「赤の王」の周防のダモクレスダウンを阻止すべく砕身した。
周防とは対立しているものの、唯一対等で気兼ねのいらない存在として認めている面もある。普段は敬語口調で底知れぬ笑みを湛えているが、彼の前では一人称が俺になり本心を露わにする。
ネコには「ボスメガネ」と呼ばれている。眼鏡のスペアを常備している。実は喫煙者である。
劇場版から第2期にかけて、彼のダモクレスの剣は限界に近づいていた。
淡島 世理（あわしま せり）
声 - 沢城みゆき
青のクランズマン。セプター4の副長。22歳（第1期開始時）。9月1日生まれ、乙女座のA型。身長170cm。セプター4のNo.2として冷徹に職務に励む。
上司である宗像には純粋に敬愛の念を抱いており、常に忠実な右腕たらんとしている。
吠舞羅No.2の草薙とはプライベートではバーのマスターと客の関係。彼からは「ツンドラの女」と呼ばれている。
あんこやずんだを異常に好むが故に、どんな食材にでもあんこやずんだを合わせるという悪食であり、草薙や宗像、伏見を辟易させている。
戦闘時サーベルから発する衝撃波を用いる。また、日頃からトレーニングに励み、腕力の強い一面も描かれている。
職務中は髪をひとまとめにし、露出の多いセプター4の制服を着用しているが、プライベートでは髪を下ろし、清楚な女性らしい服装を好む。
伏見 猿比古（ふしみ さるひこ）
声 - 宮野真守
青のクランズマン。セプター4のNo.3。19歳（第1期開始時）。11月7日生まれ、蠍座のAB型。身長178cm。就寝する時以外はメガネを掛けており、艶のない黒髪の片側を撫でつけたアシンメトリーな髪形をしている。
常に怠惰でやる気のないそぶりを見せ、上司に向かって舌打ちをするなど態度は最悪だが、仕事の処理能力は高い。
中学時代からPCやタンマツなどの知識に長けており、当時共に過ごしていた八田に対し、お手製の腕時計（正確には腕時計型のタンマツ）を贈ったこともある。
淡島の味覚には宗像同様辟易しており、彼女の手が加えられた飲食物には極力近寄らないようにしている。また、食べ物の好き嫌いが多く、野菜全般が嫌いなど子どもっぽい一面もある。飲み物は人工甘味料入りの炭酸飲料を好む。
元は赤のクランに所属しており、八田からは裏切り者と思われていた。八田のこととなると異常な感情の昂ぶりを見せるが、普段は常識人。下の名前で呼ばれるのを嫌う八田のことを中学時代からずっと「美咲」と呼び続けている。
左側の鎖骨の位置に火傷の痕があるが、それは吠舞羅を抜けた際、八田の目の前で自ら焼いたもの。その下には八田と共に吠舞羅に加入し、インスタレーションを受けた際に浮かび上がった吠舞羅の徴がある。2期終盤以降は長年に渡って複雑に関係を拗らせていた八田と和解し、新しい関係を築きつつある。
クランを移ったことから赤と青の力を使うことができる。二色の力を持つものは珍しく、劇中では彼と狗朗（1期終盤）のみ。また、2期で潜入捜査をした際に、緑のインスタレーションも受けた模様。
戦闘では青のクラン特有のサーベルに加え、暗器としてナイフを用いて攻撃する。
ネコには「イヤメガネ」と呼ばれている。基本二人で一部屋の寮で唯一、5号室を一人で使用しており、備付けの二段ベッドの上の段で寝ている。
実は幼少の頃に八田とファーストコンタクトを果たしているが、お互いの顔をきちんと確認できていなかったため、今現在その事件が伏見の記憶に残っているのかは定かでない。
秋山 氷杜（あきやま ひもり）
声 - 髙橋孝治
年齢は25歳（第1期開始時）。10月20日生まれ、天秤座のA型。身長175cm。
青のクランで最初に抜刀する隊員。頭文字はA。サーベル名は「垂氷」。国防軍出身。
癖のある髪で右目を隠している。真面目で控えめな性格。曾祖母がいる。寮では弁財と同室の1号室。
善条によると剣の腕は「淡島に次いでバランスがよく、要所に置けば頼もしい」。
なお、秋山・弁財・加茂・道明寺の4人はセプター4再編成前の小隊長格であり、アニメ本編での出番も比較的多い。
弁財 酉次郎（べんざい ゆうじろう）
声 - 木村亮俊 → 浅沼晋太郎
年齢は24歳（第1期開始時）。12月28日生まれ、山羊座のO型。身長180cm。
青のクランで2番目に抜刀する隊員。頭文字はB。サーベル名は「残照」。秋山と同じく、国防軍出身。
ストレートな茶髪を肩のあたりで切りそろえている。無難だが、何手も先を考えて的確に行動するタイプ。妹がいる。寮は秋山と同室。
善条によると剣の腕は「ややおとなしいが、手堅い。押さえに使うのがいい」とのこと。
加茂 劉芳（かも りゅうほう）
声 - 三浦博和 → 下野紘
年齢は26歳（第1期開始時）。3月26日生まれ、牡羊座のA型。身長183cm。
青のクランで3番目に抜刀する隊員。頭文字はC。サーベル名は「虎徹」。
肩につくくらいの黒髪の一部を後ろで団子状に束ねている。重厚な押さえ役だが、カッとなると猪突猛進となる一面がある。英会話教室に通っているらしい。寮では道明寺と同じ2号室。
善条によると剣の腕は「少々出が強い。先走らないように気をつけてやる必要があるが、ここ一番では役に立つ」とのこと。
離婚歴があり、娘がいるが3か月に一度しか会わせてもらえていない。
セプター4に入る前は小料理屋を営んでいたが、兄が借金を残して夜逃げしたため、保証人として借金返済のために店を手放さなくてはならなくなった。その時の最後の客として来店した宗像に勧誘されて現在に至るが、当初は料理人として雇ってもらえると思っていた。借金はすでに全額返済済みとのこと。
道明寺 アンディ（どうみょうじ アンディ）
声 - 鬼塚真吾
年齢は19歳（第1期開始時）。6月4日生まれ、双子座のAB型。身長182cm。
青のクランで4番目に抜刀する隊員。頭文字はD。もと撃剣機動課第四小隊（剣四）小隊長。サーベル名は「エクスカリバー」。
ウェーブがかった茶髪に碧色の瞳をもつ。天才肌で性格はかなり天然。ゲーム好き。
特務隊の最年少（伏見と同い年）。実家は剣術道場。
あんことヘビが苦手。
善条によると剣の腕は「癖が強いが、あまり抑えつけないほうが活きるかもしれない」とのこと。
なお、以下の榎本・布施・五島・日高・楠原は元はセプター4再編成前の剣四隊員であり、元は道明寺の部下である。
加茂とは寮で同室であり、誤解を招きやすいことから悪口以外は「いい意味」を主張するよう言いつけられている。
榎本 竜哉（えのもと たつや）
声 - 斎藤寛仁
年齢は22歳（第1期開始時）。4月30日生まれ、牡牛座のA型。身長173cm。
青のクランで5番目に抜刀する隊員。頭文字はE。サーベル名は「たつやのつるぎ」。
長髪を首のあたりで括り、黒縁眼鏡をかけている。PCオタク。
面倒見のよい常識派で、日高たち元剣四の問題児組の抑え役。寮では布施と同室。
趣味に時間を使いたかったため、公務員を希望し、戸籍課に就職したものの、配属面接の面接官の中にいた宗像によって第四分室配属の辞令を出されて現在に至る。
布施 大輝（ふせ だいき）
声 - 柳田淳一
年齢は23歳（第1期開始時）。11月8日生まれ、蠍座のB型。身長172cm。
青のクランで6番目に抜刀する隊員。頭文字はF。サーベル名は「ハガネ」。
茶髪を前髪中央で分け、後ろ髪を首元で外側へと跳ねさせている。比較的落ち着いていて、そつがない。
五島と特に仲が良く、視線でわかり合う仲である。淡島のことを陰で「世理ちゃん」と呼んでいる。
寮は榎本と同じ3号室。セプター4に入る前はフリーターだった。
五島 蓮（ごとう れん）
声 - 清水一貴
年齢は20歳（第1期開始時）。2月12日生まれ、水瓶座のB型。身長183cm。
青のクランで7番目に抜刀する隊員。頭文字はG。サーベル名は「ポチ」。
青みがかった黒髪で、前髪中央を房にして頭頂部でピン止めしていると思われる。
｢んふふ｣「〜ですねェ」といった特徴的な笑い方・口調の青年である（ただし、アニメでは抜刀のみ）。
言動がズレていて、何を考えているかよく分からない。あまり空気を読まない天然でもある。猫を飼っている。寮で同室の日高には「ゴッティー」と呼ばれている。私服は文字Tシャツが多い。
セプター4に入る前はニートだった。本人曰く「働きたくなかっただけ」。
日高 暁（ひだか あきら）
声 - 小野大輔
年齢は22歳（第1期開始時）。12月12日生まれ、射手座のO型。身長187cm。
青のクランで8番目（最後）に抜刀する隊員。頭文字はH。サーベル名は「GSX（ぐれいとすらっしゃーえっくす）」。
短く切った茶髪の青年であり、特務隊8人の中で一番背が高い。普段はエンジニアブーツを履いている模様。
気分屋で、怒りだすのも早ければ水に流すのも早い。仲間思い。よく訓練中にサボっているのを淡島に見咎められ、罰則を受けている。
剣四の中でも榎本と特に仲が良く、彼のことは「エノ」呼びである。
また、遅れて入隊した楠原と最も仲が良かったのも日高であり、「タケ」「タケル」と呼んで親しくしていた。
寮は五島と同じ4号室だが、彼の妙なコレクションに好かれてしまい、一人で部屋にいるのを怖がっている。セプター4には大学を卒業してすぐに入隊した。
楠原 剛（くすはら たける）
声 - 土屋神葉
小説「SIDE:BLUE」オリジナルキャラであり、主人公。5月5日生まれ、元警視庁機動隊員。特務隊配属当日に殉職。享年20歳。
吉野 弥生（よしの やよい）
短編「クロと善条」の登場人物。庶務課所属隊員。

##### 先代セプター4のメンバー
善条 剛毅（ぜんじょう ごうき）
声 - 津田健次郎
小説「SIDE:BLUE」及びアニメ第2期の登場人物。庶務課。37歳（第2期開始時）。6月30日生まれ、蟹座のO型。身長195cm。
先代「青の王」のクランズマンであり、ダモクレスダウンを起こしかけた羽張を殺害した。その後、宗像の強い勧誘を受け、現在のセプター4にも所属することとなった。
羽張 迅（はばり じん）
声 - 神谷浩史
小説「SIDE:BLUE」の登場人物。享年25歳。
先代の第四王権者「青の王」。迦具都に引きずられて彼もまたダモクレスダウンを起こしかけるが善条によって殺害されたことで防がれた。彼の死後、宗像が青の王の座に就くまで、その玉座は約10年以上空位であった。
塩津 元（しおつ げん）
声 - 前野智昭
小説「SIDE:RED」及び小説「Lost Small World」の登場人物。43歳（SIDE:RED登場時）。
先代「青の王」のクランズマンであり、主亡き後のセプター4をまとめていた。
湊 速人（みなと はやと）
小説「SIDE:RED」及び小説「Lost Small World」の登場人物。
先代「青の王」のクランズマン。秋人とは双子の兄弟。
湊 秋人（みなと あきと）
小説「SIDE:RED」及び小説「Lost Small World」の登場人物。
先代「青の王」のクランズマン。速人とは双子の兄弟。

#### 緑のクラン・jungle
比水 流（ひすい ながれ）
声 - 興津和幸
第五王権者「緑の王」。25歳。11月11日生まれ、蠍座のA型。身長175cm。
宗像には「不気味な男」と称されている。
「白銀の王」のことを心から尊敬し、彼のファンだと自称する。行方不明となった彼を探している。
小説「Lost Small World」では「jungle」と呼ばれる高度で多機能なアプリをばら撒き、不特定多数の人間をアプリのミッションという形で操り、吠舞羅を襲う暴徒化させるなど暗躍していた。また、この際にjungleの悪意に気づきクラッキングを仕掛けようとした伏見に興味を持ち、そのことが彼が吠舞羅を抜けるきっかけの一因となった。
迦具土事件の被害者であり、瓦礫の下敷きになっていたところを磐舟天鶏（鳳聖悟）に助けられた。比水が全身に身に付けているベルトは、その時に緑の王の力を制御できなかったため、当時は鳳聖悟と名乗っていた磐舟天鶏が付けたものである（漫画「ドリーム・オブ・グリーン」参考）。
第2期では社に同盟を求めるも失敗。その後、クリスマスにドレスデン石盤を奪う。
しかし、石盤を取り戻しにきた社たちの策に負け、ドレスデン石盤を破壊されたために心臓が停止して死亡した。享年25歳。
御芍神 紫（みしゃくじ ゆかり）
声 - 森田成一
緑のクランズマン。jランカー。30歳（第2期開始時）。8月25日生まれ、乙女座のAB型。身長185cm。
初出は小説「SIDE:BLACK&WHITE」だが、この時は名前が出ておらず、狗朗へ少なからず影響を与えた人物として語られていた。狗朗の兄弟子で三輪一言のクランズマンであった男だが、ある時一言に斬りかかり、敗北した後は彼の元を去った。本人曰く、一言に挑んだのは一言との「繋がりの形」らしく、互いに相手を恨んでおらず、一言が死んだことを知った時は涙を流したらしい。現在は緑のクランへと鞍替えしている。オネエ言葉で喋り、肌の手入れに気を使う。狗朗へ執着を見せる言動が目立つ。対峙した狗朗が思わず恐怖を感じる程の実力者であり、作中では単身で黄金の王の配下『兎』を壊滅させていた。公式サイトで最初に紹介された時は『御灼神紫』と表記されていた。美しいものを好み、アニメで戦うときは舞を踊るような闘い方をしている。
刀の名前は「過（あやまち）」で、師匠である三輪一言から譲り受けたもの。
平坂 道反（ひらさか どうはん）
声 - 名塚佳織
緑のクランズマン。uランカー。28歳（第2期開始時）。10月29日生まれ、蠍座のA型。身長165cm。
紫に付き従う謎の忍者。全身を覆う忍装束と加工された音声が特徴。緑の王のクランズマンとしての能力を存分に使い、物理干渉を無視して壁や床をすり抜けてどこへでも現れるなど、その振る舞いはまさしく忍者そのもの。実は女性。
コトサカ
声 - 下野紘
緑のクランズマン。オウムだが、緑の力を使い電撃のような攻撃で戦闘が可能。緑の王比水流の媒介役としての役割も担っている。
五條 スクナ（ごじょう スクナ）
声 - 釘宮理恵
緑のクランズマン。jランカー。13歳（第2期開始時）。12月1日生まれ、射手座のB型。身長153cm。
武器は通常は棒のような見た目だが、クランズマンの能力を解放するときは鎌のような形状になる。
國常路家に仕える名家の一人息子であるが、窮屈な家を出て、jungleに参加した。頭角を現し始めていた頃に、jランカーである御芍神紫と対戦している。
磐舟 天鶏（いわふね てんけい）
声 - 大塚芳忠
第六王権者「灰色の王」。本名は「鳳聖悟」、42歳。3月12日生まれ、魚座のO型。身長185cm。
かつて迦具土事件で死亡したとされていた。緑の王と協力し石盤を狙う。
霧の異能を使い、第2期で宗像と対決した。1度目の対戦では「絶対守護」のサンクトゥムで宗像を圧倒し、ドレスデン石盤を奪った。2度目の対戦では最初は宗像を押していたが、乱入したセプター4の隊員たちと協力した宗像の前に倒れる。
その後、崩壊中のjungleの秘密基地内に戻り、ドレスデン石盤破壊の影響で心臓が止まった比水と共に爆発に呑まれ命を落とした。享年42歳。

#### 王権者
アドルフ・K（カー）・ヴァイスマン
声 - 柿原徹也
第一王権者「白銀の王」。90歳（第1期開始時）。6月1日生まれ、双子座のB型。身長180cm。元ドイツ軍・ドレスデン石盤の研究を担当する研究所主任。
巨大飛行船ヒンメルライヒ号を属領としている。半世紀以上を全盛期の姿で生きる不変にして不死、全ての始まりの王にして天上の監視者。第二王権者「黄金の王」國常路と伍する唯一の存在。一般人にとっては都市伝説的な存在であり、その正確な正体を知る者は少ない。
彼の能力により人や物体は浮くことができるようで、飛行船は数十年もの間、従来規則正しい法則で飛行し続けていたが、十束多々良殺害事件を境に不審な飛行経路をとっていた。
セプター4の突入時に飛行船を自爆させ、その遺体は黄金の王によって回収された。
この際死亡したのは元の身体（魂が抜けた状態）であり、魂と能力は無色の王が用いていた少年の体に移っていた。
元はドレスデン石盤を研究する研究者であり、王の力を「皆が幸せになれるもの」だと考えていた。姉クローディアには「アディ」と呼ばれていた。
國常路 大覚（こくじょうじ だいかく）
声 - 飯塚昭三、中村悠一（青年期）
第二王権者「黄金の王」。95歳（第1期開始時）。9月30日生まれ、天秤座のA型。身長210cm。元日本帝国陸軍・中尉。
第二次世界大戦末期、日本国軍兵としてヴァイスマンとは同志であったが、クローディアの死後に決別している。
ヴァイスマンからは「中尉」と親しげに呼ばれている。
圧倒的な力を持つ、現在最強の王にして地上の支配者。日本の金融界を牛耳り経済すら動かす存在。クランの名称は「非時院（ときじくいん）」。彼のクランズマンとなった者はその才能を最大限に引き出され、多くの者が日本経済を作り支えてきた。その中でも異能の力を引き出された者たちで構成された独特の装束を纏った部隊は「ウサギ」と呼ばれる。
國常路の出現により、日本は敗戦国から世界一の技術大国にまで上り詰めた。
劇場版では、緑の王からシロを遠ざけるための飛行船で、シロに看取られ他界する。享年96歳。
三輪 一言（みわ いちげん）
声 - 速水奨
先代の第七王権者「無色の王」。劇中では既に故人。享年42歳。11月23日生まれ。射手座のO型。身長177cm。
無色の王の能力として未来を予言する力を持っていた。しかしその力をみだりに振るうことはなく、山奥で隠遁生活を送っていた。
三輪神明流という流派の使い手で祖父に剣術を始め体術や槍術、古文や山での生き方など多くを叩きこまれたが、経緯は不明だが高校卒業後には家を出て最高学府を卒業しアメリカで大手証券会社に就職し多大な業績を挙た天才。クロと生活していた村でも村人からは敬意を集められ頼られていた。
狗朗の主であり、保護者にして師匠でもある。狗朗からは死後もなお深く敬愛されている。
前衛的な俳人であったらしく、狗朗のボイスレコーダーにいくつもの格言が録音されている。それらはしばしば、狗朗や社の行く末を導くこととなった。
キツネ煙
声 - 柿原徹也
第七王権者「無色の王」。全ての事件の裏で暗躍していたキツネ型の煙。挑発的な言動と凶悪な目付きが特徴。過去に乗っ取ったと思われる被害者の声でも話すことができる。
本名はおろか元が誰なのか、いつ誕生したのか、そもそも人間であったのかなど劇中では一切描かれておらず不明である。
また憑依した人間の自我をも吸収するため、複数の人格が存在している（菊理や社の内にて3人で会話する描写がある）。
社曰く「君は沢山の人達の人格を取り込み過ぎて、もう自我が崩壊しかけている。本当の自分がどれだったのか、君自身分からなくなってるんだね」。
その真の目的は七人の王を自身の能力で取り込み、全ての王の頂点に立つことであった。
対象の目から入り込んで体を乗っ取る能力を持ち、その力を用いて様々な人間を操作し、今回の事件を引き起こしていた。
とある少年に憑依して十束を殺害した後にヒンメルライヒ号を襲撃し、ヴァイスマンの能力を奪おうとするも白銀の王の能力、「不変」の力により完全な乗っ取りはできず、彼の肉体のみを奪う形となる（しかしその際、行き場を失ったヴァイスマンの「魂」は抜け殻になった少年の肉体へ宿ってしまった）。
学園島にて赤と青、両クランを激突させ周防と宗像の力を奪おうと画策し、菊理に憑依して策謀を巡らすも覚醒した社に邪魔され、社と狗朗に追い詰められた後に咄嗟に憑依した社の中に閉じ込められてしまう（これは社の作戦であった）。
最後は周防の前に社が立ちはだかり、社の体もろとも消滅させられた。

#### その他の異能者
御槌 高志（みづち こうし）
小説「SIDE:RED」の登場人物。黄金の王のクランズマン。再生と回復の異能を持つ。
人為的に王を選択することを目論見、当時空席であった青の王にアンナを据えようとした。
穿孔機（せんこうき）
小説「SIDE:RED」の登場人物。穴をくり貫く能力を持ったストレイン。
花火師
小説「SIDE:RED」の登場人物。白熱するエネルギーを操る能力を持ったストレイン。
グラスホッパー
小説「SIDE:RED」の登場人物。高速で飛び跳ねる能力を持ったストレイン。
マリア
漫画「メモリー・オブ・レッド」の登場人物。ストレイン。
「指きりマリア」と呼ばれる暗殺者。ある出来事が原因で千歳をつけ狙う。十束曰く『落ち着いて話せば気さくな良い人』。その後も、十束へストレインの情報を教えていた。
馬刺し（ばさし）→白あん煮込み豆腐
漫画「メモリー・オブ・レッド」に登場する馬。ストレインで、ペガサスのような羽を持つが、空は飛べない。
セプター4に保護される直前に逃げ出したところをアンナに拾われ、アンナに名付けを頼まれた尊が空腹だったため「馬刺し」と命名。その後、セプター4に保護されることになった際、馬を気に入った淡島によって、馬刺しという名前が野蛮で気に入らなかったため、「白あん煮込み豆腐」と改名される。漫画「デイズ・オブ・ブルー」にも登場。人権を無視されたという理由で、道明寺を毛嫌いしている。セプター4に保護された後も不仲である模様。

### 一般人

#### 葦中学園高等学校
雪染 菊理（ゆきぞめ くくり）
声 - 佐藤聡美
社のクラスメイト。生徒会メンバー。17歳（第1期開始時）。8月30日生まれ、乙女座のO型。身長158cm。肩まである茶色いくせっ毛の少女。髪の先には特徴的な髪飾りを付けている。
変人であっても気にせず自然体で接することができる、親切で優しい少女。困っている人は放っておけず、学園に入ろうとしていた狗朗を助けた。三科に告白されたことがある。
社の昼食事情を気にかけ、手ずから弁当を作ってくるなど親しくしていたが、その実は、ネコの認識操作で社を既知の友人だと錯覚していただけであった。
終盤、「無色の王」キツネ煙に体を乗っ取られ利用されてしまうが、社によって元に戻った。
因幡 澄香（いなば すみか）
声 - 佐藤奏美
菊理の友人。17歳（第1期開始時）。8月15日生まれの獅子座。一見常識人だが、三科を剣呑な目つきで見つめる一方、突然現れた人間姿のネコに頬を染めるなど、挙動が少々謎めいている。
三科 草太（みしな そうた）
声 - 清水一貴
社の友人。17歳（第1期開始時）。4月3日生まれの牡羊座。エロスな映像などが好きなお調子者。文化祭の準備中に菊理に盛大な告白をしたが、即座に振られた。しかしまだ諦めてはいない様子。死語を頻繁に用いる。
ネコの認識操作により社を知っていることにされており、解除された後は忘れてしまった。しかしわずかながら見覚えがある素振りを見せ、社から「大切な友達」だと言われた際は涙を流した。
日向 千穂（ひゅうが ちほ）
声 - 内田真礼
葦中学園生徒会会長。18歳（第1期開始時）。凛々しい性格。
浅間 桜
声 - 山本希望
葦中学園生徒会役員。16歳（第1期開始時）。会長に心酔している。

#### 官邸
寒川 寛一
アニメ1期から2期にかけての日本の総理大臣。54歳（第2期開始時）。礼司を罷免した後、ドレスデン石版の影響が世界中に広がり暴徒が官邸にまで押し寄せてくる事態となってしまう。
暴徒襲来に前後して自分自身も異能に覚醒、壁の向こう側だけでなく秘書の衣服まで透視できる存在となった。
秘書
声 - あいざわゆりか
巨乳で容姿端麗な女性。総理の八つ当たりにも淡々と対応する冷静な人物。
暴徒襲来に際し、寒川総理が異能に覚醒したことで服を透視されてしまう。

#### その他の一般人
クローディア・ヴァイスマン
声 - 遠藤綾
アドルフの姉。享年24歳。9月18日生まれ、乙女座のA型。身長174cm。
人当たりが良く、アドルフのことも大事に思っていた。ドレスデン爆撃によって死亡してしまい、アドルフと國常路の心に深い影を落とすこととなる。
櫛名 穂波（くしな ほなみ）
小説「SIDE:RED」の登場人物。アンナの叔母、周防と草薙高校時代の英語教師。
田村 厚史（たむら あつし）
小説「SIDE:BLUE」の登場人物。警視庁機動隊の巡査長で、楠原剛の先輩だった。
伏見 仁希（ふしみ にき）
声 - 三木眞一郎
小説「Lost Small World」の登場人物。享年34歳。伏見猿比古の実父であり、伏見木佐（声 - 明坂聡美）の夫。猿比古曰く「無邪気と無神経と自覚のある悪意と自覚のない悪意1/4ずつ」で構成された人間性で、天才でありながら社会に全く貢献せず、猿比古が誕生した際に「サルみたいだから」という理由で名づけ、猿比古が6歳の時に夢中になっていた蟻の巣観察キットにガソリンとゴキブリを入れる等、破天荒な言動が見られる。
天才でありながら何事にも興味を持たなかったが、息子の大事なものを壊して憎まれることに楽しみを見出していた。作中、内臓疾患で死亡する。猿比古からは憎まれていたが、同時に尊敬に近い念も懐かれており、死後も猿比古にとって一種のタブー的存在になっている。
大貝 阿耶（おおがい あや）
声 - 小倉唯
小説「Lost Small World」の登場人物。伏見猿比古の又従姉妹で、八田美咲、伏見猿比古の中学時代の同級生。
猿比古とは昔からの知り合いで親戚で歳も近いことから周囲からは頻繁に比較され、阿耶自身猿比古に好意と対抗心を持ち、メガネをお揃いにするなど強く意識していた。しかし当の猿比古からはどうでもいい存在としか見られておらず、そんな彼への反発心から何度も勝負を挑んでは負かされていた。
猿比古が進学を止めたことや吠舞羅に入ったことから決別し、自分を見ない猿比古の敵となるべく「jungle」に更にのめり込み「王様」の命令で彼の端末に幻覚を見せるウィルスメールを送り、吠舞羅を抜けるきっかけの一因を作った。
宗像 大司（むなかた たいし）
宗像礼司の兄。娘・羽実（うみ）と息子・快（かい）がいる。非常に気さくな性格。國常寺から剪定の腕を気に入られ、御柱タワーの屋上庭園の造園を任され、御柱タワーを訪れた際、多忙を理由に実家に帰らない礼司を淡島と伏見と共に連れ帰った。
稗田 透（ひえだ とおる）
無色の王とシロに乗り移られていた少年。
特に夢や目標は無いが、自分の境遇に腐ったりもせずに地道な毎日を送っていた、良くも悪くも万事につけて控えめな性格。
地方の孤児院で育った孤児で、中学卒業後はアルバイトを転々として生計を立てていた。その生活の中で《jungle》にハマり下位ランカーになった。「都内某所に行け」というミッションを受け、赴いた所、キツネ煙の無色の王に乗っ取られた。
アニメ版では2期最終話でシロが本来の肉体に戻ったあと、自意識が目覚めたことがセリフで示唆されただけだが、2期ブルーレイ7巻付属の短編小説及び『K -ALL CHARACTERS-』で本名と設定が公開された。

## 用語
王
大いなる力を持ち、この世の理を体現した存在。第一から第七までの王権者が存在し、それぞれが固有の能力を持つ。
現在判明している王権者の大まかな能力は以下の通り。
- 第一王権者・白銀の王: 「不変」の属性を持つ。不老不死の能力を持ち、王権者は致命傷を受けても血を流すことさえ無い。

王権者：アドルフ・K（カー）・ヴァイスマン
- 第二王権者・黄金の王: 「運命」の象徴であり、人の「才」を最大限に引き出す能力を持つ。

王権者：國常路 大覚
- 第三王権者・赤の王: 「暴力」の象徴。王権者およびクランズマンは炎の力と高い身体能力を得る。

王権者：迦具都 玄示　→　周防 尊　→　櫛名 アンナ
- 第四王権者・青の王: 「秩序」「制御」を司る。王権者およびクランズマンは内部のものを制御できる結界を発生させ防御や攻撃、移動に転用する。

王権者：羽張 迅　→　宗像 礼司
- 第五王権者・緑の王: 「変革」「改変」を司る。物理法則の改変による身体能力向上や、応用による物体の透過。コンピュータ関係との親和性が高く、端末とアプリを通じて不特定多数のクランズマンによる特殊なクランを形成することも出来る。jungleというアプリをばらまいて、少年時代の伏見へ接触していた。

王権者：比水 流
- 第六王権者・灰色の王: 「絶対守護」の属性を持ち、霧のサンクトゥムを展開する。

王権者：磐舟 天鶏(鳳聖悟)
- 第七王権者・無色（むしき）の王: 代替わりごとに固有の能力を発現する。王同士の関係をかき回すトリックスターであるとされ、トランプのジョーカーに例えられる。

王権者：三輪 一言 → キツネ 煙
クラン
各色の王を筆頭に集まった人間で構成される組織。クランの構成員をクランズマンと称する。
所属メンバーは炎や念動力など特異な力をそれぞれのクランごとに持ち、クランを移った場合は以前のクランの力に加え新たな力を得ることもある。
ただし2色以上の力を持つことは珍しいらしく、本来ならばクランを移ることは滅多に無いと思われる。劇中で二色の力を使っている人物は伏見猿比古（赤と青、第二期中盤からは緑も追加）と夜刀神狗朗（無色と白銀、第1期終盤〜）御芍神紫（無色と緑、劇場版〜）の3人のみ。
ストレイン
クランに所属せず、自然発生的に能力を得た“はぐれ能力者”。王の成りそこないであるとされる。治安維持のため、青のクランの管理下に置かれる。
人間以外の動物のストレインの例もある。
ドレスデン石盤（ドレスデンせきばん）
王を喚ぶ石盤であり、その力の源。ある日突然、この石盤に喚ばれることで王として覚醒する。ドイツのドレスデンでヴァイスマンらによって研究されていたが、第2次世界大戦末期、國常路の手により日本に運び込まれた。長く國常路の管理下にあったが、國常路の死後は宗像が管理している。
ダモクレスの剣（ダモクレスのつるぎ）
王が本気で力を振るうと、その上空に顕現する物体。王の力や危険性の象徴。王の状態に呼応しており、限界に近付くにつれ剣が崩壊してゆく。王が死亡した際は消滅する。
ドレスデン石盤から力を引き出しきることでダモクレスの剣が落下することを王権暴発、ダモクレスダウンなどと呼ぶ。
別の王が巻き込まれ、暴発連鎖が起きることもある。ダモクレスダウンは王を即死させることで回避できる。
赤の王・周防尊の剣はTV第1期の段階で暴発寸前にまで崩壊し始めていた。
ヴァイスマン偏差（ヴァイスマンへんさ）
王の能力の発現量を表し、一定数を越えるとダモクレスの剣が出現する。
劇中世界では1944年、ドイツで定義、計量、理論化された。ヴァイスマン理論と呼ばれる。
迦具都クレーター（かぐつクレーター）
十数年前、先代の赤の王・迦具都玄示のダモクレスの剣が暴走・落下したことにより形成されたクレーター。
関東南部を中心に、半径数10kmの範囲が壊滅、70万人以上の犠牲が出た。
サンクトゥム
王が支配する広域結界のこと。
展開した結界は、王の能力に応じた色彩を有する。
この結界内では配下のクランズマンたちはさらに強い力を発揮できる。
吠舞羅（ほむら）
赤の王・周防尊に率いられるチーム。別名赤のクラン。主に、鎮目（しずめ）町を本拠地とし、草薙がマスターを務めるバー「HOMRA」を属領とする。
カラーギャングのように暴力的な性質が強いが、メンバー間の結束は固い。
合言葉は「No Blood, No Bone, No Ash」（血も骨も、灰すら残さず焼き尽くす）。
一度メンバーになった者は身体のどこかに必ずチームのエンブレムを模した“徴”を持つ。
セプター4（Scepter four）
青の王・宗像礼司が室長を務める、対能力者治安維持組織。別名青のクラン。
東京法務局戸籍課第四分室の業務の一部を委託される外部機関であるが、構成員は第四分室とほぼ同じ。
国民の人権を一時的に侵害するような強権をも行使出来る立場にある。
メンバーは皆一様に青い制服を着用、サーベルを装備する。抜刀の際は名乗ってから抜刀するのが通例である。緊急時を除いて、許可がなければ抜刀は許されない。
葦中学園高等学校（あしなかがくえんこうとうがっこう）
学園島（がくえんじま）と呼ばれる一つの島全体を敷地とする巨大な学園。
生徒たちの学園生活を管理・サポートするために様々なシステムと工夫が施されている。学生寮を備えている。
第1期では学園祭を間近に控えている。
jungle（ジャングル）
緑のクランの通称であり、同クランが配信するアプリ。利用者に様々なミッションを課し、クリアした者にポイントを与え、j・u・n・g・l・eの各ランク分けされる（jランカーが最高位）。ミッションには、知らぬ間に犯罪に加担してしまうような内容のものもある。アプリ《jungle》は、美咲や猿比古が中学1年生の時から存在しており、猿比古は《jungle》がスパイウェアを植えつけて個人情報を吸い上げていることに気が付き、美咲との通信のために自作の暗号化メールアプリを開発していたが、後にそれすらもハッキングされていたことが判明する。
カテドラル（Cathédrale）
灰色のクラン。灰色の王・鳳聖悟に率いられ、全盛期は非時院に次ぐ勢力を誇った。迦具都玄示のダモクレスダウンを止めようとして失敗し、鳳以外の全員が死亡した。

## 時系列
以下は公式サイトの記述より作成。カッコ内は年齢。
1945年
- 1月 - アドルフ・K・ヴァイスマン（22）、姉のクローディア（24）と國常路大覚（20）立ち合いのもと、ドレスデン石盤の起動実験を行う。
- 2月 - ドレスデン空爆によりクローディア死去。ヴァイスマンが白銀の王に覚醒。
- 4月 - ベルリンでヴァイスマンが國常路と決別し、飛行船ヒンメルライヒ号に乗り込む。國常路が石盤を日本に持ち込み、黄金の王に覚醒。

1999年
- 7月11日
  - 迦具都事件発生。赤の王・迦具都玄示のダモクレスダウンにより多くの犠牲者が出る。
  - 灰色の王・鳳聖悟（28）のクラン「カテドラル」が壊滅し、鳳も死去したとされる。比水流（10）が緑の王に覚醒。鳳、磐舟天鶏と名を変え、比水の保護者となる。
  - 青の王・羽張迅が善条剛毅に斬られ死去。
  - ネコ（2）、ストレインに覚醒。その後自分は猫であると自己暗示をかけ、猫の姿になる。

2001年
- 12月 - 夜刀神狗朗（7）、無色の王・三輪一言（32）に出会う。

2004年
- 1月 - 比水（15）、國常路に戦いを挑むも敗北。
- 4月 - 草薙（18）、同じ高校に入学した周防（15）と知り合う。
- 5月 - 御芍神紫（20）、無色のクランから離脱。
- 6月 - 草薙と周防が十束多々良（14）の見舞いに行く。

2007年
- 10月 - 周防尊（19）、赤の王に覚醒。草薙と十束が最初のクランズマンとなる。

2009年
- 3月 - 中学を卒業した伏見と八田が吠舞羅に加入。
- 4月29日 - 吠舞羅、ストレイン矯正施設を襲撃し、櫛名アンナ（7）を保護する。

2010年
- 夏 - 宗像礼司（21）が青の王に覚醒。
- 秋 - 伏見（16）が吠舞羅を離脱、セプター4に加入。

2011年
- 9月 - 御芍神紫（28）がjungleに幹部扱いで加入。
- 10月 - 五條スクナ（10）、jランカーになる。

2012年
- 9月25日 - 無色の王・三輪一言（42）死去。クロ旅立つ。
- 10月 - 新しい無色の王「キツネ煙」が覚醒。
- 12月7日 - 十束多々良殺害事件発生。
- 12月8日 - ヴァイスマン、飛行船に乗り込んできたキツネ煙と体が入れ替わり、少年の姿で学園島に落下。ネコによって伊佐那社の名と偽の記憶を作られる。
- 12月12日 - 吠舞羅が十束殺害犯を探すためマフィア事務所を襲撃する。駆け付けたセプター4により周防が捕縛される。
- 12月14日 - 買い物に出たシロが吠舞羅とクロに遭遇する。学園に逃げ帰り、子猫から人間になったネコと出会う。
- 12月16日 - シロ、潔白を証明するため、クロと身辺を調査するがセプター4に包囲される。ネコの記憶操作を解き、飛行船から落下したことを思い出す。セプター4の追跡を逃れながら、宗像に連絡。宗像、ヴァイスマン捕縛を決定。
- 12月17日 - セプター4のヘリに包囲されたヒンメルライヒ号が自爆。
- 12月18日 - キツネ煙に接触された周防が脱獄。吠舞羅が学園島を占拠する「学園島事件」発生。
- 12月19日
  - 学園島で爆発が起きたのをきっかけにセプター4と吠舞羅が衝突。シロ、白銀の王の記憶を取り戻す。キツネ煙がシロの体に閉じ込められ、周防によって殺害される。以後、シロは消息不明となる。
  - 周防のダモクレスダウン直前に宗像が周防を斬る。

2013年
- 10月12日 - 緑のクラン「jungle」が御柱タワーを襲撃、アンナを拉致。
- 10月13日 - 櫛名アンナ（11）、赤の王に覚醒。
- 10月14日 - 黄金の王・國常路大覚（96）死去。
- 12月15日 - jungleの下位ランカーがミッション達成のため、吠舞羅、セプター4と衝突する。
- 12月16日
  - クロ、セプター4で事情聴取される。宗像から属領を持たない白銀のクランを保護するとの申し出があったが断る。
  - ネコ、「BAR HOMRA」を訪れる。アンナからこの店に身を寄せることを勧められるが断る。
- 12月17日
  - スクナと紫が学園島を襲撃。紫に苦戦するクロとネコの前に白銀の王・シロが帰還。
  - シロの提案により、赤・青・白銀の王が同盟を結ぶ「ちゃぶ台会議」が行われる。
- 12月24日 - jungleが御柱タワーを襲撃。ドレスデン石盤を持ち去る。
- 12月25日 - 伏見、宗像と口論の末、セプター4を離脱し、jungleにログインする。

2014年
- 1月21日
  - 草薙と淡島、夫婦になりすましてjungleコーポレーションのパーティに潜入。
  - 伏見、jランカーになり、jungleの秘密基地に招待される。
- 1月27日
  - 宗像が総理よりセプター4室長を解任される。
  - シロ、石盤破壊の研究完成させる。
- 1月28日正午
  - 石盤の力が解放され、異能者になる者が続出。
  - jungleの拠点に赤・青・白銀のクランが集結、最終決戦。
- 1月29日 - 白銀の王のダモクレスダウンにより石盤が破壊される。比水流（25）、磐舟天鶏（42）死去。
- 2月7日 - ネコとシロが葦中学園に転入・赴任する。

## スタッフ
- 原作 - GoRA×GoHands
- 監督・キャラクターデザイン - 鈴木信吾
- シリーズ構成 - 宮沢龍生（第1期）、高橋弥七郎（第2期）
- シリーズディレクター - 金澤洪充、工藤進（第1期）
- 総作画監督 - 古田誠
- メカデザイナー - 大久保宏
- プロップデザイナー - 岸田隆宏
- メインアニメーター - 内田孝行、大久保宏、中井準・井元一彰（第1期）、岡田直樹（第2期）
- 美術監督 - 野村正信（第1期）、内藤健（第2期）
- 美術設定 - 岸田隆宏・鈴木信吾（第2期）
- 色彩設計 - 斉藤友子
- 撮影監督 - 福士享・大泉鉱（第1期）、戸澤雄一朗（第2期）
- CGIディレクター - 長嶺義則（第1期）、菊地貴紀（第2期）
- 編集 - 丹彩子
- 音響監督 - 高橋秀雄・田中亮（第1期）、横田知加子（第2期）
- 音響効果 - 田中秀実
- 音響制作 - ドリームフォース（第1期）、グロービジョン（第2期）
- 音楽 - 遠藤幹雄
- 音楽制作 - スターチャイルドレコード
- プロデューサー - 丸山博雄（第2期はエグゼクティブP）、林玄規、中西豪（第2期はエグゼクティブP）、大野航・亀井博司（第2期）
- アニメーションプロデューサー - 岸本鈴吾
- アニメーション制作 - GoHands
- 製作 - K-Project、MBS

## 主題歌
第1期
オープニングテーマ「KINGS」（第1話 - 第12話）
作詞 - atsuko / 作曲 - atsuko、KATSU / 編曲 - KATSU / 歌 - angela
第13話では未使用。
エンディングテーマ
「冷たい部屋、一人」（第2話 - 第5話、第7話 - 第12話）
作詞 - atsuko / 作曲 - atsuko、KATSU / 編曲 - KATSU / 歌 - ネコ（小松未可子）
angelaによるプロデュース楽曲。
「Circle of Friends」（第6話）
作詞 - TOMBOW / 作曲・編曲 - 宮崎誠 / 歌 - 十束多々良（梶裕貴）
「To be with U!」（第13話）
作詞 - atsuko / 作曲 - atsuko、KATSU / 編曲 - KATSU / 歌 - angela

挿入歌
「いつかのゼロから」（第2話）
作詞 - atsuko / 作曲 - atsuko、KATSU / 編曲 - KATSU / 歌 - angela
作品のイメージソングでもある。「K」Image Blu-ray WHITE&BLACKのCDに収録。
「レクイエム・オブ・レッド」（第13話）
作詞 - atsuko / 作曲 - atsuko、KATSU / 編曲 - KATSU / 歌 - 櫛名アンナ（堀江由衣）&赤のクランズマン

第2期
オープニングテーマ「アシンメトリー」（第2話 - 第12話）
作詞 - atsuko / 作曲 - atsuko、KATSU / 編曲 - KATSU / 歌 - 堀江由衣
第1話・第13話では未使用。
エンディングテーマ
「解」（第2話 - 第12話）
作詞 - 宮沢龍生 / 作曲 - GRP,Shun Kusakawa / 編曲 - GRP / 歌 - カスタマイZ
第1話では未使用。
「KIZUNA」（第13話）
作詞 - atsuko / 作曲 - atsuko、KATSU / 編曲 - KATSU / 歌 - angela

挿入歌「Circle of Friends」（第1話）
作詞 - TOMBOW / 作曲・編曲 - 宮崎誠 / 歌 - 十束多々良（梶裕貴）

## 各話リスト
全てのサブタイトルにKが含まれている。
| 話数  | サブタイトル     | 脚本       | コンテ            | 演出              | 作画監督                                      | 作画監督                                      |       |       |       |
| 話数  | サブタイトル     | 脚本       | コンテ            | 演出              | レイアウト                                    | キャラクター                                  |       |       |       |
| 第1期 | 第1期            | 第1期      | 第1期             | 第1期             | 第1期                                         | 第1期                                         | 第1期 | 第1期 | 第1期 |
| ----- | ---------------- | ---------- | ----------------- | ----------------- | --------------------------------------------- | --------------------------------------------- | ----- | ----- | ----- |
| #01   | Knight           | 古橋秀之   | 鈴木信吾 金澤洪充 | 工藤進            | 鈴木信吾                                      | 石森愛、舛田裕美                              |       |       |       |
| #02   | Kitten           | 鈴木鈴     | 鈴木信吾 金澤洪充 | 杉生祐一          | 古田誠                                        | 鈴木祥子                                      |       |       |       |
| #03   | KITCHEN          | 宮沢龍生   | 鈴木信吾 金澤洪充 | 杉生祐一          | 松本卓也                                      | 松本卓也                                      |       |       |       |
| #04   | Knock-on effect  | 来楽零     | 鈴木信吾 金澤洪充 | 工藤進            | 古田誠                                        | 古田誠、鈴木祥子                              |       |       |       |
| #05   | Knife            | あざの耕平 | 鈴木信吾 金澤洪充 | 杉生祐一          | 松本卓也、古田誠 内田孝行                     | 土岐由紀、鈴木祥子 森美幸                     |       |       |       |
| #06   | Karma            | 来楽零     | 鈴木信吾 金澤洪充 | 工藤進            | 石森愛、松本卓也 古田誠                       | 石森愛、内田孝行                              |       |       |       |
| #07   | Key              | 古橋秀之   | 鈴木信吾 金澤洪充 | 金澤洪充          | 井元一彰、松本卓也                            | 土岐由紀、鈴木祥子 森美幸                     |       |       |       |
| #08   | Kindling         | 高橋弥七郎 | 鈴木信吾 金澤洪充 | 横峯克昌          | 内田孝行                                      | 土岐由紀、鈴木祥子 森美幸                     |       |       |       |
| #09   | Knell            | 古橋秀之   | 鈴木信吾 金澤洪充 | 工藤進            | 古田誠、鈴木信吾                              | 坂上谷悠介、立花昌之 植木理奈、河田泉         |       |       |       |
| #10   | Kaleidoscope     | 来楽零     | 鈴木信吾 金澤洪充 | 金澤洪充          | 井元一彰、内田孝行 松本卓也                   | 土岐由紀、鈴木祥子 森美幸                     |       |       |       |
| #11   | Killer           | あざの耕平 | 鈴木信吾 金澤洪充 | 横峯克昌          | 古田誠、内田孝行                              | 坂上谷悠介、立花昌之 植木理奈、河田泉         |       |       |       |
| #12   | Adolf-K-Weismann | あざの耕平 | 鈴木信吾 金澤洪充 | 金澤洪充          | 松本卓也、古田誠 内田孝行                     | 土岐由紀、鈴木祥子 森美幸                     |       |       |       |
| #13   | King             | 壁井ユカコ | 鈴木信吾 金澤洪充 | 工藤進            | 鈴木信吾、古田誠 松本卓也                     | 坂上谷悠介、立花昌之 植木理奈、河田泉         |       |       |       |
| 第2期 |                  |            |                   |                   |                                               |                                               |       |       |       |
| #01   | Knave            | 宮沢龍生   | 鈴木信吾 金澤洪充 | 横峯克昌          | 鈴木信吾、古田誠、岡田直樹                    | 鈴木信吾、古田誠、岡田直樹                    |       |       |       |
| #02   | Kindness         | 来楽零     | 鈴木信吾 金澤洪充 | 横峯克昌          | 鈴木信吾、古田誠、武本大樹                    | 鈴木信吾、古田誠、武本大樹                    |       |       |       |
| #03   | Kismet           | 鈴木鈴     | 島津裕行          | 横峯克昌 金澤洪充 | 鈴木信吾、古田誠、松本卓也、植木理奈          | 鈴木信吾、古田誠、松本卓也、植木理奈          |       |       |       |
| #04   | Knot             | 高橋弥七郎 | 鈴木信吾 島津裕行 | 金澤洪充          | 鈴木信吾、古田誠、立花昌之                    | 鈴木信吾、古田誠、立花昌之                    |       |       |       |
| #05   | Ken              | 高橋弥七郎 | 鈴木信吾 島津裕行 | 横峯克昌          | 古田誠、内田孝行、植木理奈                    | 古田誠、内田孝行、植木理奈                    |       |       |       |
| #06   | Keeper           | 宮沢龍生   | 鈴木信吾 金澤洪充 | 金澤洪充          | 古田誠、松本卓也、武本大樹                    | 古田誠、松本卓也、武本大樹                    |       |       |       |
| #07   | Kickdown         | 古橋秀之   | 鈴木信吾 金澤洪充 | 横峯克昌          | 古田誠、内田孝之、武本大樹、植木理奈          | 古田誠、内田孝之、武本大樹、植木理奈          |       |       |       |
| #08   | Kaput            | 壁井ユカコ | 鈴木信吾 島津裕行 | 金澤洪充          | 鈴木信吾、古田誠、松本卓也、武本大樹          | 鈴木信吾、古田誠、松本卓也、武本大樹          |       |       |       |
| #09   | Kid's room       | 古橋秀之   | 鈴木信吾 金澤洪充 | 立花昌之          | 鈴木信吾、古田誠、植木理奈                    | 鈴木信吾、古田誠、植木理奈                    |       |       |       |
| #10   | Keystone         | 来楽零     | 鈴木信吾 島津裕行 | 金澤洪充 山岸徹一 | 鈴木信吾、古田誠、岡田直樹                    | 鈴木信吾、古田誠、岡田直樹                    |       |       |       |
| #11   | Kali-yuga        | 鈴木鈴     | 鈴木信吾 金澤洪充 | 横峯克昌          | 鈴木信吾、古田誠、岡田直樹、武本大樹          | 鈴木信吾、古田誠、岡田直樹、武本大樹          |       |       |       |
| #12   | Knuckle bump     | 壁井ユカコ | 鈴木信吾 島津裕行 | 金澤洪充          | 古田誠、岡田直樹、植木理奈 立花昌之、武本大樹 | 古田誠、岡田直樹、植木理奈 立花昌之、武本大樹 |       |       |       |
| #13   | Kings            | あざの耕平 | 鈴木信吾 金澤洪充 | 横峯克昌          | 古田誠、岡田直樹、立花昌之、植木理奈          | 古田誠、岡田直樹、立花昌之、植木理奈          |       |       |       |

## 放送局
第1期・第2期共に『アニメイズム』B1（第1期本放送当時は毎日放送・TBSテレビ・BS-TBSのみ。本作より放送開始前に流れるジングルに『B1』表示が行われている）。
| 放送期間                      | 放送時間                     | 放送局       | 対象地域   | 備考                          |
| ----------------------------- | ---------------------------- | ------------ | ---------- | ----------------------------- |
| 2012年10月5日 - 12月28日      | 金曜 1:30 - 2:00（木曜深夜） | 毎日放送     | 近畿広域圏 | 製作局                        |
| 2012年10月6日 - 12月29日      | 土曜 1:55 - 2:25（金曜深夜） | TBSテレビ    | 関東広域圏 |                               |
|                               | 土曜 3:05 - 3:35（金曜深夜） | 中部日本放送 | 中京広域圏 |                               |
| 2012年10月13日 - 2013年1月5日 | 土曜 20:30 - 21:00           | AT-X         | 日本全域   | CS放送 / リピート放送あり     |
| 2012年10月14日 - 2013年1月6日 | 日曜 0:00 - 0:30（土曜深夜） | BS-TBS       | 日本全域   | BS放送                        |
| 2012年11月6日 - 2013年1月29日 | 火曜 21:30 - 22:00           | NOTTV        | 日本国内   | モバキャス / リピート放送あり |

| 配信期間                       | 配信時間                     | 配信サイト         | 備考 |
| ------------------------------ | ---------------------------- | ------------------ | ---- |
| 2012年10月14日 - 2013年1月6日  | 日曜 0:30（土曜深夜） 更新   | ビデオマーケット   |      |
|                                | 日曜 0:30 - 1:00（土曜深夜） | ニコニコ生放送     |      |
|                                | 日曜 1:00（土曜深夜） 更新   | ニコニコチャンネル |      |
|                                |                              | バンダイチャンネル |      |
|                                | 日曜 更新                    | dアニメストア      |      |
| 2012年10月15日 - 2013年1月7日  | 月曜 12:00 更新              | ShowTime           |      |
| 2012年10月18日 - 2013年1月10日 | 木曜 23:00 - 23:30           | みんなでストリーム |      |
| 2012年10月21日 - 2013年1月13日 | 日曜 20:00 - 20:30           |                    |      |

| 放送期間                 | 放送時間                     | 放送局    | 対象地域   | 備考                      |
| ------------------------ | ---------------------------- | --------- | ---------- | ------------------------- |
| 2015年10月3日 - 12月26日 | 土曜 1:55 - 2:25（金曜深夜） | TBSテレビ | 関東広域圏 | 字幕放送                  |
|                          | 土曜 2:10 - 2:40（金曜深夜） | 毎日放送  | 近畿広域圏 | 製作局 / 字幕放送         |
|                          | 土曜 2:43 - 3:13（金曜深夜） | CBCテレビ | 中京広域圏 |                           |
| 2015年10月4日 - 12月27日 | 日曜 0:00 - 0:30（土曜深夜） | AT-X      | 日本全域   | CS放送 / リピート放送あり |
|                          |                              | BS-TBS    |            | BS放送                    |

| 配信期間                 | 配信時間           | 配信サイト         | 備考                                                 |
| ------------------------ | ------------------ | ------------------ | ---------------------------------------------------- |
| 2015年10月4日 - 12月27日 | 日曜 12:00 更新    | バンダイチャンネル | 第1話無料、第2話以降有料 有料会員は全話見放題        |
| 2015年10月7日 - 12月30日 | 水曜 12:00 更新    | 楽天ショウタイム   |                                                      |
|                          |                    | ビデオマーケット   |                                                      |
|                          |                    | dアニメストア      |                                                      |
|                          |                    | U-NEXT             |                                                      |
|                          |                    | アニメ放題         |                                                      |
|                          |                    | dTV                |                                                      |
|                          |                    | GYAO!              | 公式サイトには掲載されているが実際は配信されていない |
|                          | 水曜 22:00 - 22:30 | ニコニコ生放送     |                                                      |
|                          | 水曜 22:30 更新    | ニコニコチャンネル | 第1話無料、第2話以降1週間無料                        |

## Blu-ray / DVD
キングレコードより発売。
| 巻    | 発売日        | 収録話          | 規格品番       | 規格品番       | 同梱CD                       |
| 巻    | 発売日        | 収録話          | BD             | DVD            | 同梱CD                       |
| ----- | ------------- | --------------- | -------------- | -------------- | ---------------------------- |
| vol.1 | 2012年11月7日 | 第1話           | KIZX-68/69     | KIZB-116/17    | キャラクターソングCD         |
| vol.2 | 2012年11月7日 | 第2話 - 第3話   | KIZX-70/71     | KIZB-118/19    | オリジナルサウンドトラックCD |
| vol.3 | 2012年12月5日 | 第4話 - 第5話   | KIZX-72/73     | KIZB-120/21    | オリジナルサウンドトラックCD |
| vol.4 | 2013年1月9日  | 第6話 - 第7話   | KIZX-74/75     | KIZB-122/23    | ドラマCD                     |
| vol.5 | 2013年2月6日  | 第8話 - 第9話   | KIZX-76/77     | KIZB-124/25    | ドラマCD                     |
| vol.6 | 2013年3月13日 | 第10話 - 第11話 | KIZX-78/79     | KIZB-126/27    | ドラマCD                     |
| vol.7 | 2013年3月13日 | 第12話 - 第13話 | KIZX-80/81     | KIZB-128/29    | キャラクターソングCD         |
| BOX   | 2014年8月6日  | 全13話          | KIXA-90447〜50 | KIBA-92123〜26 |                              |

| 巻    | 発売日         | 収録話          | 規格品番      | 規格品番      |
| 巻    | 発売日         | 収録話          | BD            | DVD           |
| ----- | -------------- | --------------- | ------------- | ------------- |
| vol.1 | 2015年11月11日 | 第1話           | KIXA-90585    | KIBA-2244     |
| vol.2 | 2015年11月11日 | 第2話 - 第3話   | KIXA-90586    | KIBA-2245     |
| vol.3 | 2015年12月9日  | 第4話 - 第5話   | KIXA-90587    | KIBA-2246     |
| vol.4 | 2016年1月13日  | 第6話 - 第7話   | KIXA-90588    | KIBA-2247     |
| vol.5 | 2016年2月10日  | 第8話 - 第9話   | KIXA-90589    | KIBA-2248     |
| vol.6 | 2016年3月9日   | 第10話 - 第11話 | KIXA-90590    | KIBA-2249     |
| vol.7 | 2016年3月9日   | 第12話 - 第13話 | KIXA-90591    | KIBA-2250     |
| BOX   | 2020年4月22日  | 全13話          | KIXA-90894〜7 | KIBA-92331〜4 |

| タイトル                                                  | 発売日        | 収録内容                          | 規格品番   |
| --------------------------------------------------------- | ------------- | --------------------------------- | ---------- |
| K Image Blu-ray WHITE&BLACK                               | 2012年8月1日  | 第1期PV、angela K Image song      | KIZX-54/55 |
| K Image Blu-ray RETURN OF KINGS PRELUDE-COME BACK-        | 2015年6月24日 | 第2期PV、第1期総集編《吠舞羅》    | KIXA-547   |
| K Image Blu-ray RETURN OF KINGS PRELUDE-EACH OF THE BOND- | 2015年8月26日 | 第2期PV、第1期総集編《セプター4》 | KIXA-548   |

## アニメ本編と漫画版『K -THE FIRST-』の相違点
- 狗朗の衣装デザインが若干違う（襟元にあったボタンが無い）。また、エプロンに描かれていた犬のキャラクター（パグくん）が無くなっている。
- 無色の王が狐の面を被って十束多々良殺害事件を起こしていた（一話の時点で殺人犯である社？の顔は出ていなかった）。そのため、無色の王は『キツネ面の男』と周りから言われている。
- 赤の王と青の王の衝突によって出たダモクレスの剣を狗朗が目撃している。その際に衝突を止めに行こうとしたが黄金のクランズマンに止められていた。
- 吠舞羅をまくため、ビルの屋上へ逃げた後、狗朗はそのまま社と共に学園島まで行った。その後、すぐに社へ料理をふるまった。
- アニメ二話にあった、追いかけっこのシーンが無い。
- 狗朗がネコの裸に驚いていない（羞恥心が全くないわけでは無く、社の容疑の方が重大と考えているため。これが無かったら普通に恥かしがると思われる）。
- 社が狗朗に「キモ」と言っているシーンが無い。同時に頬を染めて一言のことを語るシーンが少なくなっている（アニメではコミカルだったが、やや美化されている）。
- 七王についての説明の際、第二次世界大戦から語ろうとしていた（しかし、社に長くなりそうだからと省略される）。アニメではスタジアムで宗像が語った第七王権者についても、ここで狗朗が語っている。
- ネコが正体を現すのは、狗朗と社が食事をしている場面。
- アリバイ探しのとき、学園祭の衣装では無く制服（狗朗は私服）のまま。
- ネコと菊理の初対面が寮の社の部屋となっている。この時に、菊理はネコに自分の制服を貸している。
- 因幡の狗朗とネコに対する謎めいた反応が、普通の反応に変わっている。
- 社がふざけて狗朗を妻あつかいするシーンが無い。かわりに因幡が狗朗を「嫁か」と言っている。
- ネコが狗朗を毛嫌いしている描写がほとんど無い。
- 狗朗が三科自爆事件（三科告白事件）の話を聞いた後、三科の肩を叩いて元気づけて（からかって？）いるようなシーンがある。
- 体育倉庫天井貫通事件は、菊理ではなく生徒会長の日向から聞いた。
- アニメ本編より、狗朗とネコがクラスに溶け込んでいる様子が鮮明にえがかれている。
- 社が自室で血の付いたシャツを見つけるシーンが、キツネの面を見つけるシーンに変わっている。
- ネコが辛いモノを好む描写が無い。

## 劇場アニメ

### 劇場版 K MISSING KINGS
2014年7月12日より、全国30スクリーンにて公開された。
キャッチコピーは「キズナ、再び」。周防の死により空位となった赤の王の座にアンナが就くまでの過程を描く。

#### スタッフ（劇場版）
- 原作 - GoRA×GoHands
- 監督・キャラクターデザイン - 鈴木信吾
- 脚本 - GoRA（あざの耕平、宮沢龍生、壁井ユカコ、高橋弥七郎、古橋秀之、鈴木鈴、来楽零）
- シリーズディレクター - 金澤洪充
- 絵コンテ - 鈴木信吾、金澤洪充、島津裕行
- 演出 - 金澤洪充、横峯克昌
- 総作画監督 - 古田誠
- プロップデザイナー - 岸田隆宏
- メカ・銃器デザイン - 大久保宏
- メインアニメーター - 内田孝行
- 作画監督 - 岡田直樹、古田誠、鈴木信吾
- 撮影監督 - 福士享
- CGIディレクター - 菊地貴紀
- 美術監督 - 内藤健
- 色彩設計 - 斉藤友子
- 編集 - 丹彩子
- 音響監督 - 田中亮
- 音響効果 - 山谷尚人・緒方康恭
- 音響制作 - グロービジョン
- 音楽 - 遠藤幹雄
- 音楽制作 - スターチャイルドレコード
- プロデューサー - 林玄規
- アニメーションプロデューサー - 岸本鈴吾
- アニメーション制作 - GoHands
- 製作 - K-Project（キングレコード、ムービック、クロックワークス、ソニー・ミュージックコミュニケーションズ、エー・ティー・エックス）
- 配給 - ムービック

#### 主題歌（劇場版）
主題歌「Different colors」
作詞 - atsuko / 作曲 - atsuko、KATSU / 編曲 - KATSU / 歌 - angela

挿入歌「-フレイム・オブ・レッド-」
作詞 - atsuko / 作曲 - atsuko、KATSU / 編曲 - KATSU / 歌 - 櫛名アンナ（堀江由衣）

### K SEVEN STORIES
6作品構成で、2018年7月7日より順次公開された。スピンオフ作品「アイドルK」も同時上映。

#### 主題歌（SEVEN STORIES）
イメージソング「SEVEN STORIES」
オープニングテーマ「SURVIVE!」
Episode1「R：B ～BLAZE～」エンディングテーマ「BLAZE」
Episode2「SIDE：BLUE ～天狼の如く～」エンディングテーマ「天狼の如く」
Episode3「SIDE：GREEN ～上書き世界～」エンディングテーマ「上書き世界」
Episode4「Lost Small World ～檻の向こうに～」エンディングテーマ「Lost Small World ～檻の向こうに～」
Episode5「メモリー・オブ・レッド ～BURN～」エンディングテーマ「BURN」
Episode6「Circle Vision ～Nameless Song～」エンディングテーマ「Nameless Song」
いずれも、歌 - angela

#### エピソードリスト
| 話数      | サブタイトル                      | メインキャラクター           | 公開日        |
| --------- | --------------------------------- | ---------------------------- | ------------- |
| Episode 1 | R:B 〜BLAZE〜                     | 周防尊、宗像礼司             | 2018年7月7日  |
| Episode 2 | SIDE:BLUE 〜天狼の如く〜          | 宗像礼司、善条剛毅           | 2018年8月4日  |
| Episode 3 | SIDE:GREEN 〜上書き世界〜         | 比水流、五條スクナ           | 2018年9月1日  |
| Episode 4 | Lost Small World 〜檻の向こうに〜 | 伏見猿比古、八田美咲         | 2018年10月6日 |
| Episode 5 | メモリー・オブ・レッド 〜BURN〜   | 周防尊、草薙出雲、十束多々良 | 2018年11月3日 |
| Episode 6 | Circle Vision 〜Nameless Song〜   | 伊佐那社、夜刀神狗朗         | 2018年12月1日 |

### Blu-ray / DVD（劇場アニメ）
キングレコードより発売。
|                        | 発売日                 | 規格品番               | 規格品番               |
| BD                     | 発売日                 | DVD                    |                        |
| 劇場版 K MISSING KINGS | 劇場版 K MISSING KINGS | 劇場版 K MISSING KINGS | 劇場版 K MISSING KINGS |
| ---------------------- | ---------------------- | ---------------------- | ---------------------- |
| 通常版                 | 2015年4月22日          | KIXA-497               | KIBA-2188              |
| 初回限定版             | 2015年4月22日          | KIXA-90496             | KIBA-92187             |
| K SEVEN STORIES        |                        |                        |                        |
| BOX SIDE:ONE           | 2019年2月20日          | KIXA-90817/9           | KIBA-92308/10          |
| BOX SIDE:TWO           | 2019年5月29日          | KIXA-90820/2           | KIBA-92311/3           |

## 舞台

### 第1期
「舞台『K』」のタイトルで、2014年8月6日から10日まで六本木ブルーシアターにて公演された。脚本・演出は末満健一。

#### キャスト（舞台・第1期）
- 伊佐那社 - 松田凌
- 夜刀神狗朗 - 荒牧慶彦
- ネコ - 亜里沙
- 草薙出雲 - 寿里
- 櫛名アンナ - 荻野可鈴
- 八田美咲 - 植田圭輔
- 鎌本力夫 - 松崎裕
- 淡島世理 - 茉莉邑薫
- 伏見猿比古 - 鈴木拡樹
- 宗像礼司 - 南圭介
- 周防尊 - 中村誠治郎
- 十束多々良 - 椎名敦士
- 雪染菊理 - 山内優花
- 三科草太 - 松本祐一
- 校條拳太朗、日南田顕久、滝川広大、田中涼星、緒方陽太、由月杏奈、江口千夏、藤本貴行

### 第2期
「『K』 第二章 -AROUSAL OF KING-」のタイトルで、東京 AiiA 2.5 Theater Tokyo で、2015年8月5日から15日まで公演された。また、大阪メルパルクホールで2015年8月19日から22日まで公演された。脚本・演出は末満健一。

#### キャスト（舞台・第2期）
- 伊佐那社 - 松田凌
- 夜刀神狗朗 - 荒牧慶彦
- ネコ - 楠本あずさ
- 周防尊 - 和田雅成
- 櫛名アンナ - 礒部花凜
- 草薙出雲 - 寿里
- 八田美咲 - 植田圭輔
- 鎌本力夫 - 松崎裕
- 宗像礼司 - 南圭介
- 淡島世理 - 茉莉邑薫
- 伏見猿比古 - 安西慎太郎
- 安藤彩華、江口千夏、金魚わかな、有澤樟太郎、小波津亜廉、近藤頌利、高橋和志、南條良輔、日南田顕久、校條拳太朗、矢ノ目光明

### 第3期
舞台「K-Lost Small World-」のタイトルで、2016年7月22日 - 24日に東京 AiiA 2.5 Theater Tokyo、7月30日・31日に京都・京都劇場で公演。脚本・演出は末満健一、主演は植田圭輔と安西慎太郎。

クロを中心としたキャラクターたちによるアイドル衣裳でのライブパフォーマンス「BLACK DOG LIVE～fromアイドルK」が同時上演された。

#### キャスト（舞台・第3期）
- 八田美咲 - 植田圭輔
- 伏見猿比古 - 安西慎太郎
- 大貝阿耶 - 船岡咲 [11]
- 周防尊 - 和田雅成[11]
- 草薙出雲 - 輝海[11]
- 十束多々良 - 前山剛久[11]
- 鎌本力夫 - 松崎裕[11]
- 櫛名アンナ - 礒部花凜[11]
- 宗像礼司 - 土井一海[11]
- 淡島世理 - 茉莉邑薫
- 塩津元 - 岸本卓也[11]
- 湊秋人 - 近藤頌利[11]
- 湊速人 - 前川優希[11]
- 夜刀神狗朗 - 荒牧慶彦[11]
- アンサンブル - 日南田顕久、一之瀬嘉仁、珪吾、田中晃平、花塚廉太郎、松井勇歩、丸目聖人、村上渉

### 第4期
舞台『K -MISSING KINGS-』のタイトルで、2017年10月19日 - 22日に京都劇場で、2017年10月26日 - 29日に天王洲 銀河劇場で公演が行われた。脚本・演出は末満健一。

#### キャスト（舞台・第4期）
- 夜刀神狗朗 - 荒牧慶彦
- ネコ - 柴小聖
- 周防尊 - 上田堪大
- 櫛名アンナ - 礒部花凜
- 草薙出雲 - 寿里
- 八田美咲 - 植田圭輔
- 十束多々良 - 前山剛久
- 鎌本力夫 - 中尾拳也
- 宗像礼司 - 小野健斗
- 淡島世理 - 茉莉邑薫
- 伏見猿比古 - 木戸邑弥
- 伊佐那社 - 大崎捺希
- 雪染菊理 - 小山百代
- 御芍神紫 - 佐々木喜英[注 7]
- アンサンブル - 日南田顕久、吉田邑樹、村上渉、綾切拓也、栫良太、新澤典将、高士幸也、増田智彦

### 第5期
舞台『K -RETURN OF KINGS-』のタイトルで、2019年3月1日 - 10日に天王洲 銀河劇場で、2019年3月15日 - 17日に大阪メルパルクホールで上演予定。脚本・演出は末満健一。

#### キャスト（舞台・第5期）
- 伊佐那社 - 杉山真宏
- 夜刀神狗朗 - 岸本勇太
- ネコ - 柴小聖
- 櫛名アンナ - 桑江咲菜
- 草薙出雲 - 寿里
- 八田美咲 - 椎名鯛造
- 鎌本力夫 - 高田誠
- 宗像礼司 - 小野健斗
- 淡島世理 - 茉莉邑薫
- 伏見猿比古 - 木戸邑弥
- 比水流 - 吉高志音
- 御芍神紫 - 佐々木喜英
- 磐舟天鶏 - 和泉宗兵
- 五條スクナ - とまん

### Blu-ray / DVD（舞台）
マーベラスより発売。
| タイトル                          | 発売日         | 規格品番   | 規格品番    |
| タイトル                          | 発売日         | BD         | DVD         |
| --------------------------------- | -------------- | ---------- | ----------- |
| 舞台『K』                         | 2014年11月26日 | -          | KIBM-467/8  |
| 舞台『K』第二章 -AROUSAL OF KING- | 2015年12月23日 | KIXA-592/3 | KIBA-2251/2 |
| 舞台『K -Lost Small World-』      | 2016年11月16日 | KIXM-257/8 | KIBM-609/10 |
| 舞台『K -MISSING KINGS-』         | 2018年3月14日  | KIXM-306/7 | KIBM-696/7  |
| 舞台『K -RETURN OF KINGS-』       | 2019年7月24日  | KIXM-372/3 | KIBM-783/4  |

## 関連商品

### 小説
K SIDE：BLUE（講談社BOX）
著：古橋秀之 (GoRA)、イラスト：鈴木信吾 (GoHands)、2012年10月18日発売、ISBN 978-4-06-283817-7
先代の青の王の右腕・善条剛毅と、セプター4の新米隊員・楠原剛を中心に据え、青の王・宗像礼司を巡る物語を描く。

K SIDE：RED（講談社BOX）
著：来楽零 (GoRA)、イラスト：鈴木信吾 (GoHands)、2012年11月15日発売、ISBN 978-4-06-283818-4
炎の“徴”を刻む少年たちの集団“吠舞羅”と、青い服をまとった無表情な少女・櫛名アンナとの“出逢い”の物語。

K SIDE：BLACK&WHITE（講談社BOX）
著：宮沢龍生 (GoRA)、イラスト：鈴木信吾 (GoHands)、2013年5月20日発売、ISBN 978-4-06-283832-0
伊佐那社、夜刀神狗朗、ネコ―それぞれ“過去”をめぐる物語。

K -Lost Small World-（講談社BOX）
著：壁井ユカコ (GoRA)、イラスト：鈴木信吾 (GoHands)、2014年4月1日発売、ISBN 978-406-283866-5
伏見と八田の“出会い”と“決別”の物語。

学園K -Wonderful School Days-（講談社X文庫ホワイトハート）
著：御園るしあ、イラスト：紫真依、2014年10月30日発売、ISBN 978-406-286837-2
コンシューマーゲーム「学園K」のノベライズ。

学園K -Wonderful School Days- わたしの大切な赤（講談社X文庫ホワイトハート）
著：御園るしあ、イラスト：紫真依、2015年4月3日発売、ISBN 978-406-286854-9
コンシューマーゲーム「学園K」のノベライズ第2弾。

K -R：B-（講談社BOX）
著：あざの耕平 (GoRA)、イラスト：鈴木信吾 (GoHands)、2015年9月16日発売、ISBN 978-406-283886-3
周防尊と宗像礼司の“出会い”と“激突”を描く。

K 青の事件簿 上（講談社BOX）
著：宮沢龍生 (GoRA)、イラスト：鈴木次郎、2015年10月1日発売、ISBN 978-406-283888-7
上巻。宗像礼司の玉座を狙う男・河野村善一にセプター4が立ち向かう。

K 青の事件簿 下（講談社BOX）
著：宮沢龍生 (GoRA)、イラスト：鈴木次郎、2015年12月15日発売、ISBN 978-406-283891-7
下巻。青のクランの反撃。

ザ・アイドルK（GoRAproject）
著：宮沢龍生（GoRA）、2016年4月30日発売、ISBN 978-4-99-090590-3
キャラクターたちが、“もしもアイドルだったら?”というパロディ。

K-ALL CHARACTERS-（GoRAproject）
著：GoRA、2016年4月30日発売、ISBN 978-499-090591-0
メインキャラクターからモブ的キャラクター、さらにはノベライズオリジナルキャラクターまで含めた総勢52名分のキャラの掌編52編を収録した「K」原作者集団GoRAによる掌編集。

K 赤の王国（講談社BOX）
著：来楽零 (GoRA)、イラスト：鈴木信吾 (GoHands)、2016年8月30日発売、ISBN 978-406-283893-1
“吠舞羅”誕生のエピソード。

K SIDE：GREEN（講談社BOX）
著：鈴木鈴 (GoRA)、イラスト：鈴木信吾 (GoHands)、2016年10月31日発売、ISBN 978-406-283895-5
緑の王・比水流の過去やクランズマンたちとの出会いのエピソード。

K THE FIRST STORY（GoRAproject）
著：来楽零 (GoRA)、2020年4月11日発売、ISBNはついているが、一般流通の予定はない。
テレビアニメ『K』第1期ノベライズ。

THE IDOL K  -Six Idols-（GoRAproject）
著：鈴木鈴 (GoRA)、2020年9月上旬発売、一般流通の予定はない。
「ザ・アイドルK」同様パロディ作品で、それぞれのキャラがアイドルとしての仕事に挑む短編集。

K ALL MEMORIES（GoRAproject）
著：GoRA、2021年9月上旬発売、一般流通の予定はない。
ドラマCDやイベントでの朗読劇のシナリオ、一般流通ではなかった小説（イベント初売り書籍や購入特典など）の再録とかに加えて書き下ろしもあるシナリオ240本以上を集めた大全本。

K MISSING KINGS（GoRAproject）
著：来楽零 (GoRA)、2022年10月中旬発売、一般流通の予定はない。
劇場版アニメ「K MISSING KINGS」のノベライズ。

K RETURN OF KINGS（GoRAproject）
著：鈴木鈴 (GoRA)、2023年5月初旬発売、一般流通の予定はない。
テレビアニメ『K』第2期ノベライズ。

Four seasons of K (WiZH)
著：GoRA、2023年5月27日発売。電子書籍のみ。
Webサービス「K FAN CLAN」にて毎月更新していた季節の短編をまとめた短編集。

K リクエストミニエピソード（K FAN CLAN -NEXT-1期）（WiZH）
著：GoRA、2024年1月24日発売。電子書籍のみ。
Webサービス「K FAN CLAN-NEXT-」にてファンから募ったリクエストの内容に合わせて書き下ろされた掌編全36本を収録した掌編集。

K リクエストミニエピソード&イラストミニエピソード（K FAN CLAN -NEXT-2期）（WiZH）
著：GoRA、2024年2月7日発売。電子書籍のみ。
Webサービス「K FAN CLAN-NEXT-」にてファンから募ったリクエストの内容に合わせて書き下ろされた掌編と版権イラストに合わせて書かれた掌編合わせて全24本を収録した掌編集。

K ビフォア・ゼロ（WiZH）
著：古橋秀之（GoRA）、2024年3月15日発売。電子書籍のみ。
Webサービス「K FAN CLAN-NEXT-」にて連載された迦具都事件の前夜の物語。『K ALL MEMORIES』に収録されてからの分冊化。

K SIDE：PURPLE（WiZH）
著：鈴木鈴 (GoRA)、2024年5月10日発売。電子書籍のみ。
Webサービス「K～10th ANNIVERSARY PROJECT～」にて連載された御芍神紫の少年時代を描いたサイドストーリー。

限定王権戦記（WiZH）
著：鈴木鈴 (GoRA)、2024年6月12日発売。電子書籍のみ。
Webサービス「K FAN CLAN-NEXT-」「K～10th ANNIVERSARY PROJECT～」にて連載された煉獄舎とセプター4の戦争の記録。

K One Year Later（WiZH）
著：GoRA、2024年10月21日発売。電子書籍のみ。
Webサービス「K～10th ANNIVERSARY PROJECT～」にて連載されたアニメ「K」2期最終回から一年後のエピソードを綴った短編連作集。

K グラウンド・ゼロ fragments（WiZH）
著：GoRA、2024年11月25日発売。電子書籍のみ。
Webサービス「K～10th ANNIVERSARY PROJECT～」にて連載された迦具都事件にまつわる物語の欠片たちを集めた短編集。

K 赤の事件簿 HOMRA in Las Vegas（WiZH）
著：鈴木鈴 (GoRA)、2024年12月23日発売。電子書籍のみ。
Webサービス「K～10th ANNIVERSARY PROJECT～」にて連載された小説『K 青の事件簿』と対を為す、もうひとつの事件簿。

### 漫画
K -メモリー・オブ・レッド-
講談社『ARIA』2012年7月号から2013年9月号まで連載
ストーリー原作：来楽零 (GoRA) / 漫画：黒榮ゆい
周防尊が率いる吠舞羅のメンバーを主役に据えた外伝コミカライズで、本編の前日譚としての位置付けである。
1. 2012年10月12日発売、ISBN 978-4-06-380596-3
2. 2013年3月13日発売、ISBN 978-4-06-380620-5
3. 2013年10月7日発売、ISBN 978-4-06-380652-6 / 特装版 ISBN 978-4-06-3622607

K ストレイ・ドッグ・ストーリー
講談社『good!アフタヌーン』#25から#29まで連載。
漫画原作：宮沢龍生 (GoRA) / 漫画：ミナトサキ
夜刀神狗朗を主人公に据え彼の旅を描く、本編の前日譚。
- 2013年4月5日発売、ISBN 978-4-06-387883-7

K-デイズ・オブ・ブルー-
講談社『ARIA』2013年12月号から2014年9月号まで連載。
ストーリー原作：来楽零 (GoRA) / 漫画：黒榮ゆい
セプター４の日常が題材。
1. 2014年4月7日発売、ISBN 978-4063806878
2. 2014年8月12日発売、ISBN 978-4063807134 / 特装版 ISBN 978-4063622782

K -THE FIRST-
スクウェア・エニックス『月刊Gファンタジー』2014年1月号から2015年5月号まで連載。
ストーリー構成：古橋秀之 (GoRA) / 漫画：木村りん
本編に補足の説明をつけて、少しわかりやすくした漫画版。いくつか本編と相違点がある。
1. 2014年6月27日発売、ISBN 978-4757543461
2. 2014年12月27日発売、ISBN 978-4757545267
3. 2015年9月26日発売、ISBN 978-4757547483

学園K
スクウェア・エニックス『月刊Gファンタジー』2014年2月号から2016年2月号まで連載。
ストーリー構成：鈴木鈴 (GoRA) / 漫画：鈴木次郎
本編とは似て非なる世界で繰り広げられる学園ストーリー。本編の設定を踏襲しつつもキャラ設定を含めた違いが多くある完全パラレル。
東京湾に浮かぶ広大な島に運営される『超』葦中学園。その学園の生徒たちは7人の王が支配する「特殊部活」に所属している。
転入生としてやってきた夜刀神狗朗--通称クロは学園長三輪一言から「すぺしゃるな体験」をすることを命じられるが…。
ゲームの学園K、ドラマCDの学園Kとも設定が異なるとのこと。
1. 2014年6月27日発売、ISBN 978-4757543478
2. 2014年12月27日発売、ISBN 978-4757545274
3. 2015年9月26日発売、ISBN 978-4757547490
4. 2016年3月26日発売、ISBN 978-4757549371

K-Lost Small World-
講談社『ハツキス』2014年7月号から2016年7月号まで連載。
原作：壁井ユカコ (GoRA) / 漫画：おおきたよる
同名小説のコミカライズ。
1. 2015年8月7日発売、ISBN 978-4063807875
2. 2015年10月7日発売、ISBN 978-4063808094 / 特装版 ISBN 978-4063623086
3. 2016年7月7日発売、ISBN 978-4063808643 / 特装版 ISBN 978-4063623345

K -カウントダウン-
講談社『ARIA』2015年2月号から2015年9月号まで連載。
ストーリー原作：来楽零 (GoRA) / 漫画：黒榮ゆい
劇場版と第2期の間の出来事を描く。王となったアンナと吠舞羅のメンバーの新たな決意、宗像礼司の家族、紫が一言の元を去った時のエピソードなどが描かれる。
1. 2015年9月7日発売、ISBN 978-4063807998
2. 2015年10月7日発売、ISBN 978-4063808056 / 特装版 ISBN 978-4063623093

K MISSING KINGS
スクウェア・エニックス『月刊Gファンタジー』2015年5月号から2015年9月号まで連載。
ストーリー原作：古橋秀之 (GoRA) / 漫画：汐田晴人
同名映画のコミカライズ。
- 2015年9月26日発売、ISBN 978-4757547506

K ドッグ&キャット
スクウェア・エニックス『月刊Gファンタジー』2015年6月号から2015年12月号まで連載。
ストーリー原作：古橋秀之 (GoRA) / 漫画：木村りん
「K -THE FIRST-」のその後を描く。
- 2015年12月26日発売、ISBN 978-4757548541

K -ドリーム・オブ・グリーン-
講談社『ARIA』2015年11月号から2016年3月号まで連載。
ストーリー原作：来楽零 (GoRA) / 漫画：黒榮ゆい
緑のクランのエピソード。
- 2016年4月7日発売、ISBN 978-4063808407

K RETURN OF KINGS
スクウェア・エニックス『月刊Gファンタジー』2015年11月号から2017年3月号まで連載。
ストーリー原作：古橋秀之 (GoRA) / 漫画：汐田晴人
アニメ第2期ベース。
1. 2016年6月27日発売、ISBN 978-4757550292
2. 2017年3月27日発売、ISBN 978-4757553033

K 赤の王国　
講談社『Palcy』2018年6月6日から2019年5月8日まで連載。最終話は単行本に先行掲載。
ストーリー原作：来楽零 (GoRA) / 漫画：都村葉
同名小説のコミカライズ。
1. 2018年9月7日発売、ISBN 978-4065132685
2. 2019年4月5日発売、ISBN 978-4065152843

K -beautiful pieces-
講談社『少年マガジンエッジ』2016年10月号掲載の「アイドルK」と、同雑誌の2017年10月号から2019年10月号まで『K SEVEN STORIES』連動企画として不定期掲載された読み切り集。
漫画：鳥飼やすゆき
- 2019年11月15日発売、ISBN 978-4065176856

収録作品
- アイドルK（ストーリー原作：宮沢龍生（GoRA））
- 公園にて（ストーリー原作：Blu-ray＆DVD『K RETURN OF KINGS』vol.1～4のアニメイト連動購入特典ドラマCDから）
- 始まりと終わりと（ストーリー原作：Blu-ray＆DVD『K RETURN OF KINGS』vol.5～7のアニメイト連動購入特典ドラマCDから）
- 相席（ストーリー原作：『K ラジオドラマCD KD SIDE RED』収録の「相席」から）
- 犬の追憶（ストーリー原作：古橋秀之(GoRA)）
- 夢のきざはし（ストーリー原作：鈴木鈴 (GoRA) ）
- 伏見夫妻（ストーリー原作：壁井ユカコ (GoRA)『K ALL CHARACTERS』収録の「伏見夫妻」から）
- Grave（ストーリー原作：来楽零（GoRA））
- Epigraph（ストーリー原作：高橋弥七郎（GoRA））

公式コミックアンソロジー K maniacs
ムービックから発売。公式アンソロジー。ただし出版物ではなくグッズの扱い。なのでISBNは無い。
- 2013年11月2日発売、（ISBNは無し）

K+シネマ
ふゅーじょんぷろだくとのPOE BACKSレーベルから発売。公式アンソロジー。
- 2017年9月23日発売、ISBN 978-4865894035

### CD

#### Blu-ray＆DVD付属
K Image song（『K Image Blu-ray WHITE&BLACK』に付属）
1. いつかのゼロから
作詞 - atsuko / 作曲 - atsuko、KATSU / 編曲 - KATSU / 歌 - angela
2. 境界線 Set me free
作詞 - atsuko / 作曲 - atsuko、KATSU / 編曲 - KATSU / 歌 - angela

キャラクターソングCD vol.1（『TVアニメ「K」 Blu-ray＆DVD vol.1』に付属）
1. HAPPY DAYS?
  - 歌 - 伊佐那社（cv浪川大輔） / 作詞 - 来楽零 / 作曲 - 川田瑠夏

2. レジェンド台所
  - 歌 - 夜刀神狗朗（cv小野大輔） / 作詞 - 宮沢龍生 / 作曲 - 宮崎誠

3. ネコのうた
  - 歌 - ネコ（cv小松未可子） / 作詞 - 鈴木鈴 / 作曲 - 橋本由香利

4. ワイルド・クロウ
  - 歌 - 八田美咲（cv福山潤） / 作詞 - あざの耕平 / 作曲 - R・O・N

5. 青の衛士 (Poetry Reading ver.) 
  - 歌 - 宗像礼司（cv杉田智和） / 作詞 - 高橋弥七郎 / 作曲 - R・O・N

6. ハート・イン・ブルー
  - 歌 - 淡島世理（cv沢城みゆき） / 作詞 - 古橋秀之 / 作曲 - 橋本由香利

7. 炎のカタチ
  - 歌 - 櫛名アンナ（cv堀江由衣） / 作詞 - 宮沢龍生 / 作曲 - 佐藤康将

キャラクターソングCD vol.2（『TVアニメ「K」 Blu-ray＆DVD vol.7』に付属）
1. I beg your hate
  - 歌 - 伏見猿比古（CV.宮野真守） / 作詞 - 壁井ユカコ / 作曲 - 長谷川智樹

2. Circle of Friends
  - 歌 - 十束多々良（CV.梶裕貴） / 作詞 - TOMBOW / 作曲 - 宮崎誠

3. stand in the wilderness （Poetry Reading Ver.）
  - 歌 - 周防尊（CV.津田健次郎） / 作詞 - あざの耕平 / 作曲 - R・O・N

4. Tales of Black dog
  - 歌 - 夜刀神狗朗（CV.小野大輔） / 作詞 - 来楽零 / 作曲 - 宮崎誠

5. Tales of Hermit
  - 歌 - 伊佐那社（CV.浪川大輔） / 作詞 - 鈴木鈴 / 作曲 - 宮崎誠

6. レクイエム・オブ・レッド
  - 歌 -  櫛名アンナ（CV.堀江由衣） feat.赤のクランズマン / 作詞 - atsuko / 作曲 - atsuko、KATSU

7. KINGS(TV Size)
  - 歌 - angale

8. 冷たい部屋、一人(TV Size)
  - 歌 - 小松未可子

オリジナルサウンドトラックCD vol.1（『TVアニメ「K」 Blu-ray＆DVD vol.2』に付属）
1. K's Theme
2. Suoh MiKoto
3. IKari
4. DarK PinK SKy
5. Kitsch
6. Kitten
7. Kushina Anna
8. KnocK-on Effect
9. Knife
10. Shiro #3
11. At SKool #1
12. MunaKata Reisi
13. Karma
14. Namida No ShizuKu
15. Killer
16. Yata MisaKi
17. Friendship
18. Kagerou
19. Kiss Of Death
20. TotsuKa Tatara

オリジナルサウンドトラックCD vol.2（『TVアニメ「K」 Blu-ray＆DVD vol.3』に付属）
1. Yatogami Kuroh
2. Smile
3. Kusanagi Izumo
4. At SKool #2
5. Awashima Seri
6. Adolf K Weismann
7. Shiro #2
8. Kolorless King
9. Key
10. Knight
11. HiKari
12. Knell
13. KinKy Man
14. KoKujoji DaiKaKu
15. Kaos
16. Battle MusiK #1
17. Kindling
18. Battle MusiK #2
19. Knot
20. Shiro #1
21. K's Theme 〜Piano ver〜

スペシャルドラマCD vol.1（『TVアニメ「K」 Blu-ray＆DVD vol.4』に付属）
1. お風呂 de 女子会
2. 出雲の部屋 （伊佐那社編/ネコ編/夜刀神狗朗編）
3. セプター4・ふたりぼっち忘年会

スペシャルドラマCD vol.2（『TVアニメ「K」 Blu-ray＆DVD vol.5』に付属）
1. 野生のスオウ
2. 出雲の部屋 （宗像礼司編/淡島世理編/伏見猿比古編）
3. メガネ・オブ・ブルー

スペシャルドラマCD vol.3（『TVアニメ「K」 Blu-ray＆DVD vol.6』に付属）
1. モミコミ
2. 出雲の部屋 （雪染菊理編/國常路大覚編/ツクモ編）
3. 時代劇

#### 一般流通
K Webラジオ KR DJCD Vol.1

K Webラジオ KR DJCD Vol.2

K Webラジオ DJCD KR3rd Vol.1

K Webラジオ DJCD KR3rd Vol.2

K Webラジオ DJCD KR4th Vol.1

K Webラジオ DJCD KR4th Vol.2

K Webラジオ DJCD KRGo!!

K ラジオドラマCD KD SIDE RED
1. バー・ホムラ
2. 買い物
3. カクテル
4. チャーハン
5. 執事喫茶
6. 怪談
7. 相席
8. 挟まる
9. キャスト”ミニ”コメント

学園K Drama CD
1. 春編
花見
健康診断
たのしい えんそく にっき
2. 夏編
枕戦争
ワガハイは牛である
補習
3. interval
This is LOVE/angela
4. 秋編
鬼泣かせ
王のしゃっくり
ダルティック・バー
5. 冬編
宗像礼司問題
不正はありません
ミコト、正座
6. interval
春夏秋冬/angela

K BEST ALBUM
- ディスク1

1. HAPPY DAYS?
  - 歌 - 伊佐那社（CV.浪川大輔）

2. レジェンド台所
  - 歌 - 夜刀神狗朗（CV.小野大輔）

3. ワイルド・クロウ
  - 歌 - 八田美咲（CV.福山潤）

4. I beg your hate
  - 歌 - 伏見猿比古（CV.宮野真守）

5. 青の衛士 Poetry Reeding ver.
  - 歌 - 宗像礼司（CV.杉田智和）

6. ネコのうた
  - 歌 - ネコ（CV.小松未可子）

7. Tales of Black dog
  - 歌 - 夜刀神狗朗（CV.小野大輔）

8. ハート・イン・ブルー
  - 歌 - 淡島世理（CV.沢城みゆき）

9. stend in the wilderness Poetry Reeding ver.
  - 歌 - 周防尊（CV.津田健次郎）

10. 炎のカタチ
  - 歌 - 櫛名アンナ（CV.堀江由衣）

11. Tales of Hermit
  - 歌 - 伊佐那社（CV.浪川大輔）

12. Circle of Friends
  - 歌 - 十束多々良（CV.梶裕貴）

- ディスク2

1. KINGS
  - 歌 - angela

2. 境界線Set me free
  - 歌 - angela

3. いつかのゼロから
  - 歌 - angela

4. －レクイエム･オブ･レッド－
  - 歌 - 櫛名アンナ（CV.堀江由衣）＆赤のクランズマン

5. 冷たい部屋、一人
  - 歌 - 小松未可子

6. 春夏秋冬
  - 歌 - angela

7. This is LOVE
  - 歌 - angela

8. To be with U!
  - 歌 - angela

9. －フレイム・オブ・レッド－
  - 歌 - 櫛名アンナ（CV.堀江由衣）

10. Different colors
  - 歌 - angela

K DRAMA CD RETURN OF KINGS PRELUDE-BLUE&SILVER-
1. 呼び名
2. ミッション2055

K DRAMA CD RETURN OF KINGS PRELUDE-RED&GREEN-
1. 眼鏡屋
2. ロックオン

K Webラジオ KRGo!!ドラマCD SIDE：GREEN
1. 比水流のひみつ
2. メイクマジック!
3. キタエル
4. コドモオトナ
5. 丁か半か
6. ノイジー・コールド
7. ビジネスな関係
8. 緑な怪談

K RETURN OF KINGS ORIGINAL CHARACTER SONG＆SOUNDTRACK CD
1. Asymmetry（by music box）
2. Return of kings
3. Assembly
4. Firing
5. Battle of the dance
6. Chase
7. On base
8. The Dresden slate
9. Past and future
10. Discussion
11. Our home
12. Narcissism
13. Kismet
14. Sword of Damocles
15. Kizuna
16. The fatal day
17. The Kagutsu Incident
18. Attack of the Green
19. K vs K
20. Message from prison
21. Welcome
22. If you die..
23. We believe in you
24. Fly again
25. oreiroライム
  - 歌 - 八田美咲（CV.福山潤）

26. 恋して、恋して、夏ちゃった。
  - 歌 - 伏見猿比古（CV.宮野真守）

27. 大義のアイドル
  - 歌 - 宗像礼司（CV.杉田智和）

K SEVEN SONGS
『K SEVEN STORIES』エンディング主題歌全6曲収録のangelaのミニアルバム。オープニング主題歌『SURVIVE!』のMV、CM SPOT収録のBlu-ray付き。

#### 購入特典
「K」アニメイト全巻購入特典ドラマCD お風呂de男子会

「K RETURN OF KINGS vol.1～4」アニメイト連動購入特典ドラマCD 公園にて

「K RETURN OF KINGS vol.5～7」アニメイト連動購入特典ドラマCD 始まりと終わりと

「劇場版 K MISSING KINGS」劇場限定 前売り特典 第1弾ドラマCD 《吠舞羅》があるなら

「劇場版 K MISSING KINGS」劇場限定 前売り特典 第2弾ドラマCD 《セプター４》があるかぎり

「K SEVEN STORIES Episode 6」CD付き鑑賞券 前売り特典 音楽CD　Kiss! Kiss! Kiss!

「学園K Drama CD」アニメイト購入特典ドラマCD　番外篇 自然児と現代っ子

「学園K Drama CD」タワーレコード購入特典ドラマCD　番外篇 立ち番

「学園K Drama CD」アニメガ・文教堂購入特典ドラマCD　番外篇 学園怪談

「学園K Drama CD」TSUTAYA購入特典ドラマCD　番外篇 一言 心の俳句

「学園K -Wonderful School Days-」予約特典ドラマCD　熱闘!学年対抗 球技大会

「学園K -Wonderful School Days-」限定版特典ドラマCD　奮闘！部活対抗 サバイバル実習対決

「学園K -Wonderful School Days-」アニメイト購入特典ドラマCD　宗像の一日バイト体験

「学園K -Wonderful School Days-」ステラワース購入特典ドラマCD　二年ゐ組 自習の時間

「学園K -Wonderful School Days-」いまじんWebショップ購入特典ドラマCD　にゃんだふるデー

「学園K -Wonderful School Days-」WonderGOO購入特典ドラマCD　なわとび と くろう

「学園K -Wonderful School Days- V Edition」予約特典ドラマCD パン作りパーティ

「学園K -Wonderful School Days- V Edition」限定版特典ドラマCD 『超』葦中学園バザー

「学園K -Wonderful School Days- V Edition」アニメイト購入特典ドラマCD 避難訓練～２年ゐ組の場合～

「学園K -Wonderful School Days- V Edition」ステラワース購入特典ドラマCD 犬猿の仲

「学園K -Wonderful School Days- V Edition」いまじんWebショップ購入特典ドラマCD 裁縫男子

「学園K -Wonderful School Days- V Edition」WonderGOO購入特典ドラマCD あんこパニック

#### アニメイト専売
ムービックによりアニメイトにて発売。
「K」ロトCD トレーディングCDコレクション #1 interview シロ&クロ

「K」ロトCD トレーディングCDコレクション #2 private 食卓

「K」ロトCD トレーディングCDコレクション #3 interview 周防&宗像

「K」ロトCD トレーディングCDコレクション #4 private サウナの2人

「K」ロトCD トレーディングCDコレクション #5 interview 八田&伏見

「K」ロトCD トレーディングCDコレクション #6 private ヒーロー

「劇場版 K MISSING KINGS」 ロトCD トレーディングCDコレクション vol.2 #1 一言様が仰るには

「劇場版 K MISSING KINGS」 ロトCD トレーディングCDコレクション vol.2 #2 エレベーター

「劇場版 K MISSING KINGS」 ロトCD トレーディングCDコレクション vol.2 #3 秘密のメニュー

「劇場版 K MISSING KINGS」 ロトCD トレーディングCDコレクション vol.2 #4 大義のために

「劇場版 K MISSING KINGS」 ロトCD トレーディングCDコレクション vol.2 #5 キングかぐや

「劇場版 K MISSING KINGS」 ロトCD トレーディングCDコレクション vol.2 #6 桃太郎の鬼退治

「K RETURN OF KINGS」 ロトCD トレーディングCDコレクション Vol.3 #1 友は信じるもの

「K RETURN OF KINGS」 ロトCD トレーディングCDコレクション Vol.3 #2 宗像礼司、世界を釣る

「K RETURN OF KINGS」 ロトCD トレーディングCDコレクション Vol.3 #3 かたぐるま

「K RETURN OF KINGS」 ロトCD トレーディングCDコレクション Vol.3 #4 俺とあいつ以外全部沈没

「K RETURN OF KINGS」 ロトCD トレーディングCDコレクション Vol.3 #5 鳥の恩返し

「K RETURN OF KINGS」 ロトCD トレーディングCDコレクション Vol.3 #6 白雪姫と美を愛するお妃

## Webラジオ

### KR（第1期）
アニメイトTVにて、2012年7月13日から9月28日まで毎週金曜日に配信された。パーソナリティはメインの声優陣がランダムで担当。
| 回     | 配信日         | サブタイトル                                                     | パーソナリティ                                                         |
| ------ | -------------- | ---------------------------------------------------------------- | ---------------------------------------------------------------------- |
| 第1回  | 2012年 7月13日 | 謎に包まれたアニメ『K』のWebラジオ『KR』                         | 小野大輔（夜刀神狗朗役） 杉田智和（宗像礼司役） 津田健次郎（周防尊役） |
| 第2回  | 7月20日        | 青のクランの挨拶は元気よく皆で『抜刀！』                         | 杉田智和 沢城みゆき（淡島世理役） 宮野真守（伏見猿比古役）             |
| 第3回  | 7月27日        | 「僕はきれいなお姉さんが苦手です」                               | 杉田智和 小野大輔 小松未可子（ネコ役）                                 |
| 第4回  | 8月3日         | 赤チームの何か便利な言葉は無いんですか？（津田談）…答えは「NO!」 | 津田健次郎 沢城みゆき 小松未可子                                       |
| 第5回  | 8月10日        | ケネーム…いえ！ケームです!!（ネコ談）                            | 津田健次郎 小松未可子 小野大輔                                         |
| 第6回  | 8月17日        | バー・ホムラへいらっしゃいませ〜（櫻井談）                       | 津田健次郎 堀江由衣（櫛名アンナ役） 櫻井孝宏（草薙出雲役）             |
| 第7回  | 8月24日        | 俺たち「何系声優」か考えてみようよ                               | 津田健次郎 櫻井孝宏 福山潤（八田美咲役）                               |
| 第8回  | 8月31日        | チョコ棒の「ョ」を隠さないで！（一同）                           | 杉田智和 沢城みゆき 宮野真守                                           |
| 第9回  | 9月7日         | 浪川大輔は天才児（櫻井談）                                       | 櫻井孝宏 浪川大輔（伊佐那社役） 佐藤聡美（雪染菊理役）                 |
| 第10回 | 9月14日        | 女子を比べるとはなんぞや!!（堀江談）                             | 津田健次郎 堀江由衣 小松未可子                                         |
| 第11回 | 9月21日        | ノーブラ！ノーパン！ノー●●!!（津田談）                           | 津田健次郎 櫻井孝宏 中村悠一（鎌本力夫役）                             |
| 第12回 | 9月28日        | レーズンとマシュマロ                                             | 津田健次郎 浪川大輔 小松未可子                                         |

### K of Radio【KR】（第2期）
アニメイトTVにて、2012年10月12日から2013年12月28日まで毎週金曜日に配信、2012年10月11日の特別編と2013年1月18日の最終回はUstreamにて生放送された。パーソナリティは津田健次郎（周防尊 役）（第5・6・8・9回は欠席）、小松未可子（ネコ 役）。
| 回     | 配信日          | サブタイトル                                                        | ゲスト                                        |
| ------ | --------------- | ------------------------------------------------------------------- | --------------------------------------------- |
| 特別編 | 2012年 10月11日 | アニメ「K」宣伝Webラジオ特別編『K of Radio【KR】』生放送in USTREAM  | -                                             |
| 第1回  | 10月12日        | 「赤の王とネコ」                                                    | -                                             |
| 第2回  | 10月19日        | 「今回は“angela”の御二人が登場！」                                  | angela                                        |
| 第3回  | 10月26日        | 「TVアニメ「K」OP主題歌「KINGS」絶賛発売中!!買ってね〜♪ by angela」 | angela                                        |
| 第4回  | 11月2日         | 「朝からゲスイラジオです」                                          | -                                             |
| 第5回  | 11月9日         | 「女子回…いえっ！“女子会”開催！」                                   | 佐藤奏美（因幡澄香役） 山本希望（浅間桜役）   |
| 第6回  | 11月16日        | 「女子会の本領発揮!!」                                              | 佐藤奏美（因幡澄香役） 山本希望（浅間桜役）   |
| 第7回  | 11月23日        | 「赤の王 周防 尊…K of Radioに戻ってきた!!」                         | -                                             |
| 第8回  | 11月30日        | 「みかこしはドロップキック」                                        | 杉田智和（宗像礼司役） 内田真礼（日向千穂役） |
| 第9回  | 12月7日         | 「内田さんのボイスサンプルはバーチャルデート」                      | 杉田智和（宗像礼司役） 内田真礼（日向千穂役） |
| 第10回 | 12月14日        | 「チャックが90%の確率でフルオープン（by小松）」                     | -                                             |
| 第11回 | 12月21日        | 「ナニを食べたんでしょうネェ（by津田）」                            | -                                             |
| 第12回 | 12月28日        | 「そ〜れ、剃れ剃れ （by小松）」                                     | -                                             |
| 最終回 | 2013年 1月18日  | 『K of Radio【KR】』最終回生放送 in USTREAM                         | -                                             |

### K of Radio 3rd（第3期）
アニメイトTVにて、2014年4月25日から8月22日まで隔週金曜日に配信された（第6回から第7回までは3週間空いた）。パーソナリティは津田健次郎（周防尊 役）、小松未可子（ネコ 役）。また、2014年3月23日の公開録音（第0回）はニコニコ生放送スターチャイルドチャンネルにて生放送され、アニメイトTVでは4月11日に配信された。公開録音の出演者は津田健次郎、佐藤聡美（雪染菊理 役）、angela。
| 回    | 配信日         | サブタイトル                                                      | ゲスト                                                               |
| ----- | -------------- | ----------------------------------------------------------------- | -------------------------------------------------------------------- |
| 第0回 | 2014年 3月23日 | K MISSING KINGS 公開録音                                          | -                                                                    |
| 第1回 | 4月25日        | 「森田さんのギャラいかほど?（by小松）」                           | 森田成一（御芍神紫役）                                               |
| 第2回 | 5月9日         | 「ミカコ氏を止めてぇ!僕じゃ手におえない〜〜!（by津田）」          | -                                                                    |
| 第3回 | 5月23日        | 「俺のダモクレスあまってるてのによぉ!（by杉田）」                 | 杉田智和（宗像礼司役）                                               |
| 第4回 | 6月6日         | 「薄いボカシと濃いボカシどっちが好き?（by津田）」                 | 杉田智和（宗像礼司役）                                               |
| 第5回 | 6月20日        | 「私は…心の解放とかはまだ良いかな思って…。（by堀江）」            | 堀江由衣（櫛名アンナ役）                                             |
| 第6回 | 7月4日         | 「（舞台版「K」の）夜公演の方もお楽しみ下さいってか!!（by津田）」 | 松田凌（伊佐那社役〈舞台版K〉）                                      |
| 第7回 | 7月25日        | 「ヌーディストビーチはここですか?（by興津さん）」                 | 興津和幸（比水流役） 名塚佳織（平坂道反役）                          |
| 第8回 | 8月8日         | 「特技は「ギャップ」です。by中村」                                | 松田凌 中村誠治郎（周防尊役〈舞台版K〉） 亜里沙（ネコ役〈舞台版K〉） |
| 第9回 | 8月22日        | 「唐揚げになったら俺の出番なくなるわぁ!! by下野」                 | 下野紘（コトサカ役）                                                 |

### K of Radio 4th（第4期）
アニメイトTVにて、2015年5月1日から9月18日まで隔週金曜日に配信された。パーソナリティはメインの声優陣がランダムで担当。
| 回     | 配信日        | サブタイトル                                                   | パーソナリティ                                                       |
| ------ | ------------- | -------------------------------------------------------------- | -------------------------------------------------------------------- |
| 第1回  | 2015年 5月1日 | 祝! KR4th 復 活!!!!                                            | 津田健次郎（周防尊役） 杉田智和（宗像礼司役） 小松未可子（ネコ役）   |
| 第2回  | 5月15日       | ゆぅ〜よねぇ〜パイセン♪（by小野）                              | 浪川大輔（伊佐那社役） 小野大輔（夜刀神狗朗役） 小松未可子           |
| 第3回  | 5月29日       | 【２分前】…〇ン〇メイション…言ってる！！（by杉田）             | 浪川大輔 杉田智和 津田健次郎                                         |
| 第4回  | 6月12日       | だからポイントカード(のポイント)が貯まらないです（by堀江）     | 堀江由衣（櫛名アンナ役） 津田健次郎 中村悠一（鎌本力夫役）           |
| 第5回  | 6月26日       | だから…スリッパを履く。(by沢城)                                | 小松未可子 堀江由衣 沢城みゆき（淡島世理役）                         |
| 第6回  | 7月10日       | おKつさん！フリートーク苦手でしょ！（by森田）                  | 興津和幸（比水流役） 森田成一（御芍神紫役） 下野紘（コトサカ役）     |
| 第7回  | 7月24日       | 下野の家（け）です！イントネーションに気を付けて！！（by下野） | 下野紘 津田健次郎 小松未可子                                         |
| 第8回  | 8月7日        | やったぜカトちゃん！うっかりオノD！（by全員）                  | 小野大輔 杉田智和 森田成一                                           |
| 第9回  | 8月21日       | はははっ（櫻井さんの笑いを真似る3人）                          | 櫻井孝宏（草薙出雲役） 福山潤（八田美咲役） 宮野真守（伏見猿比古役） |
| 第10回 | 9月4日        | 優しさに溢れているアイムエンタープライズ（by釘宮）             | 興津和幸 下野紘 釘宮理恵（五條スクナ役）                             |
| 第11回 | 9月18日       | KR…ネコ…ボォ…そして抜刀!!!!                                    | 津田健次郎（周防尊 / 善条剛毅役） 小松未可子                         |

### K of Radio 5th KR Go!!（第5期）
アニメイトTVにて、2015年10月16日から2016年1月15日まで毎週金曜日に配信された。パーソナリティは津田健次郎（周防尊 / 善条剛毅役）、小松未可子（ネコ 役）。
| 回     | 配信日          | サブタイトル                                            | ゲスト                                    |
| ------ | --------------- | ------------------------------------------------------- | ----------------------------------------- |
| 第1回  | 2015年 10月16日 | 祝 KRGo!!...開店です                                    | -                                         |
| 第2回  | 10月23日        | 道明寺アンディ!!! 抜刀総選挙13位おめでとうございます!!! | 鬼塚真吾（道明寺アンディ役）              |
| 第3回  | 10月30日        | 空耳は…時に幸せ…♪                                       | -                                         |
| 第4回  | 11月6日         | 秋山氷杜!!! 抜刀総選挙10位おめでとうございます!!!       | 髙橋孝治（秋山氷杜 / エリック・スルト役） |
| 第5回  | 11月13日        | 小松さんの誕生日にナウでKRGo!!収録!!                    | -                                         |
| 第6回  | 11月20日        | いよいよ！カスタマイZの皆さん登場!!!                    | カスタマイZ                               |
| 第7回  | 11月27日        | 十束現象                                                | 梶裕貴（十束多々良役）                    |
| 第8回  | 12月4日         | ハゲサカ舞い降りる…。                                   | 下野紘（コトサカ役）                      |
| 第9回  | 12月11日        | 干 芋                                                   | -                                         |
| 第10回 | 12月18日        | ややこしや〜                                            | 森田成一（御芍神紫役）                    |
| 第11回 | 12月25日        | 聖夜♪クリスマス♪からの抜刀!!                            | -                                         |
| 第12回 | 2016年 1月8日   | 謹 賀 抜 刀                                             | -                                         |
| 第13回 | 1月15日         | 最終回でも全力抜刀!!!                                   | 堀江由衣（櫛名アンナ役） angela           |

## ゲーム

### ソーシャルゲーム
アニメ放送開始とほぼ同時の2012年10月9日からイストピカにより、『K The Lost King』のタイトルでMobageでサービス開始された。ゲームの舞台となるのは、アニメよりX年後の世界。プレイヤーは「王」候補として、過去の「王」とその周辺の人物たちの記憶が宿ったカードを集め、新たな王となるべく他の王候補たちと戦っていく。アニメの放映内容と連動したイベントを行うほか、アニメ制作を手がけている "GoHands" 協力のもと、描き下ろしイラストや本作オリジナル人物などが多数登場する。現在は配信終了。

### コンシューマーゲーム
2014年10月30日にオトメイトより、『学園K -Wonderful School Days-』のタイトルでPlayStation Portable用ソフトとして発売された。2015年12月17日に『学園K -Wonderful School Days- V Edition』のタイトルでPlayStation Vita用ソフトとして移植された。ジャンルは女性向け恋愛アドベンチャー。

#### 主題歌（ゲーム）
オープニングテーマ「This is LOVE」
歌 - angela
エンディングテーマ「春夏秋冬」
歌 - angela

### 体感型ゲーム
2018年12月14日から2019年1月7日までなぞともカフェ渋谷店、2019年3月15日から2019年4月8日までなぞともカフェなんばパークス店で、キングレコードの主催によりナゾトキアドベンチャーの謎解き制作のもと、『K×リアル謎解きゲーム「ザ・アイドルK SUPER LIVE!」』が開催された。購入したゲームキットを手に、実際に街に出て謎や暗号を解き進める周遊型タイプ。スマートフォン無料アプリLINEを使用する必要があった。GoRAのオリジナルストーリー。参加者はアイドルKのメンバーたちと力を合わせてトラブルを解決していく。
また、同イベントの受付店舗のなぞともカフェ渋谷店・なんばパークス店では謎付きクリアファイルも発売。イベント終了後は一部の通販サイトでもこのグッズを取り扱った。持ち帰り型の謎解きゲームで、解答判定にウェブサイトを使用する。以下のその各タイトルと謎制作した団体。
- 白銀レコード編「Knot」（謎制作：K-dush2）
- 吠舞羅芸能事務所編「Kleine Box」（謎制作：トリオックス）
- プロモーション・セプター4編「Keen Blade」（謎制作：Tumbleweed）
- jungleプロ編「Kaput net」（謎制作：return 0;）

## Webサービス
K FAN CLAN
2017年2月11日から発足された有料の公式ファンクラブ。書き下ろしエピソードや、ファンイベント、会員限定グッズの販売などを提供。2019年に『K FAN CLAN -NEXT-』にリニューアルした。2022年1月31日をもって終了。
K～10th ANNIVERSARY PROJECT～
2022年2月1日からnoteに設けた、Kの10周年を記念し掲載している有料サービス。書き下ろしエピソードや、『K FAN CLAN』で掲載された作品の再掲載もある。2023年2月で終了予定だったが、作品の分量の関係で、更新延長となった。ただし、『K FAN CLAN』作品は更新するシステムの関係で2023年2月末に公開終了した。